# Llista d'asteroides (225001-226000)
Llista d'asteroides del 225.001 al 226.000, amb data de descoberta i descobridor. És un fragment de la llista d'asteroides completa. Als asteroides se'ls dona un número quan es confirma la seva òrbita, per tant apareixen llistats aproximadament segons la data de descobriment.

## 225001–225100
| Nom              | Designació provisional | Data de descobriment | Lloc de descobriment | Descobridor/s                             |
| ---------------- | ---------------------- | -------------------- | -------------------- | ----------------------------------------- |
| 225001           | 2007 EL149             | 12 de març de 2007   | Mount Lemmon         | Mt. Lemmon Survey                         |
| 225002           | 2007 ED154             | 12 de març de 2007   | Kitt Peak            | Spacewatch                                |
| 225003           | 2007 EC165             | 15 de març de 2007   | Socorro              | LINEAR                                    |
| 225004           | 2007 EM166             | 11 de març de 2007   | Catalina             | CSS                                       |
| 225005           | 2007 EW166             | 11 de març de 2007   | Mount Lemmon         | Mt. Lemmon Survey                         |
| 225006           | 2007 EB167             | 11 de març de 2007   | Kitt Peak            | Spacewatch                                |
| 225007           | 2007 EJ167             | 12 de març de 2007   | Kitt Peak            | Spacewatch                                |
| 225008           | 2007 EL167             | 12 de març de 2007   | Catalina             | CSS                                       |
| 225009           | 2007 ED169             | 13 de març de 2007   | Kitt Peak            | Spacewatch                                |
| 225010           | 2007 EA181             | 14 de març de 2007   | Kitt Peak            | Spacewatch                                |
| 225011           | 2007 EV181             | 14 de març de 2007   | Kitt Peak            | Spacewatch                                |
| 225012           | 2007 EP184             | 12 de març de 2007   | Crni Vrh             | Crni Vrh                                  |
| 225013           | 2007 EQ188             | 13 de març de 2007   | Mount Lemmon         | Mt. Lemmon Survey                         |
| 225014           | 2007 ET188             | 13 de març de 2007   | Mount Lemmon         | Mt. Lemmon Survey                         |
| 225015           | 2007 EG196             | 15 de març de 2007   | Kitt Peak            | Spacewatch                                |
| 225016           | 2007 EE202             | 9 de març de 2007    | Kitt Peak            | Spacewatch                                |
| 225017           | 2007 EB204             | 10 de març de 2007   | Mount Lemmon         | Mt. Lemmon Survey                         |
| 225018           | 2007 EJ206             | 13 de març de 2007   | Anderson Mesa        | LONEOS                                    |
| 225019           | 2007 EO214             | 10 de març de 2007   | Mount Lemmon         | Mt. Lemmon Survey                         |
| 225020           | 2007 EX218             | 12 de març de 2007   | Kitt Peak            | Spacewatch                                |
| 225021           | 2007 FL                | 16 de març de 2007   | Mount Lemmon         | Mt. Lemmon Survey                         |
| 225022           | 2007 FB12              | 17 de març de 2007   | Socorro              | LINEAR                                    |
| 225023           | 2007 FF15              | 16 de març de 2007   | Kitt Peak            | Spacewatch                                |
| 225024           | 2007 FK15              | 17 de març de 2007   | Anderson Mesa        | LONEOS                                    |
| 225025           | 2007 FX18              | 20 de març de 2007   | Mount Lemmon         | Mt. Lemmon Survey                         |
| 225026           | 2007 FB20              | 20 de març de 2007   | Anderson Mesa        | LONEOS                                    |
| 225027           | 2007 FE21              | 20 de març de 2007   | Mount Lemmon         | Mt. Lemmon Survey                         |
| 225028           | 2007 FU22              | 20 de març de 2007   | Kitt Peak            | Spacewatch                                |
| 225029           | 2007 FU24              | 20 de març de 2007   | Mount Lemmon         | Mt. Lemmon Survey                         |
| 225030           | 2007 FN25              | 20 de març de 2007   | Kitt Peak            | Spacewatch                                |
| 225031           | 2007 FA26              | 20 de març de 2007   | Mount Lemmon         | Mt. Lemmon Survey                         |
| 225032           | 2007 FH29              | 20 de març de 2007   | Mount Lemmon         | Mt. Lemmon Survey                         |
| 225033           | 2007 FM35              | 23 de març de 2007   | Moletai              | Moletai                                   |
| 225034           | 2007 FY39              | 17 de març de 2007   | Anderson Mesa        | LONEOS                                    |
| 225035           | 2007 FB42              | 26 de març de 2007   | Mount Lemmon         | Mt. Lemmon Survey                         |
| 225036           | 2007 FJ42              | 26 de març de 2007   | Mount Lemmon         | Mt. Lemmon Survey                         |
| 225037           | 2007 FR43              | 16 de març de 2007   | Mount Lemmon         | Mt. Lemmon Survey                         |
| 225038           | 2007 GT2               | 7 d'abril de 2007    | Mount Lemmon         | Mt. Lemmon Survey                         |
| 225039           | 2007 GY4               | 11 d'abril de 2007   | 7300                 | W. K. Y. Yeung                            |
| 225040           | 2007 GO5               | 14 d'abril de 2007   | Vail-Jarnac          | Jarnac                                    |
| 225041           | 2007 GR7               | 7 d'abril de 2007    | Mount Lemmon         | Mt. Lemmon Survey                         |
| 225042           | 2007 GQ9               | 8 d'abril de 2007    | Siding Spring        | Siding Spring Survey                      |
| 225043           | 2007 GN11              | 11 d'abril de 2007   | Kitt Peak            | Spacewatch                                |
| 225044           | 2007 GT14              | 11 d'abril de 2007   | Kitt Peak            | Spacewatch                                |
| 225045           | 2007 GE16              | 11 d'abril de 2007   | Kitt Peak            | Spacewatch                                |
| 225046           | 2007 GY16              | 11 d'abril de 2007   | Kitt Peak            | Spacewatch                                |
| 225047           | 2007 GN18              | 11 d'abril de 2007   | Kitt Peak            | Spacewatch                                |
| 225048           | 2007 GV18              | 11 d'abril de 2007   | Kitt Peak            | Spacewatch                                |
| 225049           | 2007 GV24              | 11 d'abril de 2007   | Siding Spring        | Siding Spring Survey                      |
| 225050           | 2007 GF41              | 14 d'abril de 2007   | Kitt Peak            | Spacewatch                                |
| 225051           | 2007 GN41              | 14 d'abril de 2007   | Kitt Peak            | Spacewatch                                |
| 225052           | 2007 GV45              | 14 d'abril de 2007   | Kitt Peak            | Spacewatch                                |
| 225053           | 2007 GP58              | 15 d'abril de 2007   | Mount Lemmon         | Mt. Lemmon Survey                         |
| 225054           | 2007 GY61              | 15 d'abril de 2007   | Catalina             | CSS                                       |
| 225055           | 2007 GE73              | 15 d'abril de 2007   | Catalina             | CSS                                       |
| 225056           | 2007 GL73              | 15 d'abril de 2007   | Catalina             | CSS                                       |
| 225057           | 2007 HK                | 16 d'abril de 2007   | Altschwendt          | W. Ries                                   |
| 225058           | 2007 HG3               | 16 d'abril de 2007   | Mount Lemmon         | Mt. Lemmon Survey                         |
| 225059           | 2007 HJ3               | 16 d'abril de 2007   | Catalina             | CSS                                       |
| 225060           | 2007 HG4               | 16 d'abril de 2007   | 7300                 | W. K. Y. Yeung                            |
| 225061           | 2007 HV10              | 18 d'abril de 2007   | Mount Lemmon         | Mt. Lemmon Survey                         |
| 225062           | 2007 HS11              | 18 d'abril de 2007   | Mount Lemmon         | Mt. Lemmon Survey                         |
| 225063           | 2007 HG16              | 20 d'abril de 2007   | Lulin                | LUSS                                      |
| 225064           | 2007 HS27              | 18 d'abril de 2007   | Kitt Peak            | Spacewatch                                |
| 225065           | 2007 HE33              | 19 d'abril de 2007   | Mount Lemmon         | Mt. Lemmon Survey                         |
| 225066           | 2007 HN44              | 16 d'abril de 2007   | Catalina             | CSS                                       |
| 225067           | 2007 HR47              | 20 d'abril de 2007   | Kitt Peak            | Spacewatch                                |
| 225068           | 2007 HE59              | 18 d'abril de 2007   | Mount Lemmon         | Mt. Lemmon Survey                         |
| 225069           | 2007 HM60              | 20 d'abril de 2007   | Mount Lemmon         | Mt. Lemmon Survey                         |
| 225070           | 2007 HM62              | 22 d'abril de 2007   | Mount Lemmon         | Mt. Lemmon Survey                         |
| 225071           | 2007 HE70              | 25 d'abril de 2007   | Tiki                 | S. F. Hoenig, N. Teamo                    |
| 225072           | 2007 HT84              | 22 d'abril de 2007   | Kitt Peak            | Spacewatch                                |
| 225073           | 2007 HK90              | 23 d'abril de 2007   | Catalina             | CSS                                       |
| 225074           | 2007 HH91              | 18 d'abril de 2007   | Mount Lemmon         | Mt. Lemmon Survey                         |
| 225075           | 2007 HT95              | 19 d'abril de 2007   | Mount Lemmon         | Mt. Lemmon Survey                         |
| 225076 Vallemare | 2007 JT2               | 8 de maig de 2007    | Vallemare Borbon     | V. S. Casulli                             |
| 225077           | 2007 JA4               | 7 de maig de 2007    | Kitt Peak            | Spacewatch                                |
| 225078           | 2007 JM4               | 7 de maig de 2007    | Catalina             | CSS                                       |
| 225079           | 2007 JF19              | 10 de maig de 2007   | Kitt Peak            | Spacewatch                                |
| 225080           | 2007 JA23              | 13 de maig de 2007   | Tiki                 | S. F. Hoenig, N. Teamo                    |
| 225081           | 2007 JH25              | 9 de maig de 2007    | Mount Lemmon         | Mt. Lemmon Survey                         |
| 225082           | 2007 JL28              | 10 de maig de 2007   | Mount Lemmon         | Mt. Lemmon Survey                         |
| 225083           | 2007 KZ5               | 24 de maig de 2007   | Mount Lemmon         | Mt. Lemmon Survey                         |
| 225084           | 2007 KK6               | 25 de maig de 2007   | Mount Lemmon         | Mt. Lemmon Survey                         |
| 225085           | 2007 LB1               | 8 de juny de 2007    | Kitt Peak            | Spacewatch                                |
| 225086           | 2007 LB3               | 8 de juny de 2007    | Kitt Peak            | Spacewatch                                |
| 225087           | 2007 LZ8               | 8 de juny de 2007    | Catalina             | CSS                                       |
| 225088           | 2007 OR10              | 17 de juliol de 2007 | Palomar              | M. E. Schwamb, M. E. Brown, D. Rabinowitz |
| 225089           | 2007 PG28              | 14 d'agost de 2007   | Bisei SG Center      | BATTeRS                                   |
| 225090           | 2007 TH10              | 6 d'octubre de 2007  | Socorro              | LINEAR                                    |
| 225091           | 2007 TJ350             | 14 d'octubre de 2007 | Mount Lemmon         | Mt. Lemmon Survey                         |
| 225092           | 2008 AW27              | 10 de gener de 2008  | Mount Lemmon         | Mt. Lemmon Survey                         |
| 225093           | 2008 AF115             | 10 de gener de 2008  | Mount Lemmon         | Mt. Lemmon Survey                         |
| 225094           | 2008 CU25              | 1 de febrer de 2008  | Kitt Peak            | Spacewatch                                |
| 225095           | 2008 CD140             | 8 de febrer de 2008  | Kitt Peak            | Spacewatch                                |
| 225096           | 2008 DU                | 24 de febrer de 2008 | Piszkesteto          | K. Sarneczky                              |
| 225097           | 2008 DX14              | 26 de febrer de 2008 | Mount Lemmon         | Mt. Lemmon Survey                         |
| 225098           | 2008 DB16              | 27 de febrer de 2008 | Kitt Peak            | Spacewatch                                |
| 225099           | 2008 DM32              | 27 de febrer de 2008 | Kitt Peak            | Spacewatch                                |
| 225100           | 2008 DE35              | 27 de febrer de 2008 | Kitt Peak            | Spacewatch                                |

## 225101–225200
| Nom    | Designació provisional | Data de descobriment | Lloc de descobriment | Descobridor/s     |
| ------ | ---------------------- | -------------------- | -------------------- | ----------------- |
| 225101 | 2008 DS35              | 27 de febrer de 2008 | Kitt Peak            | Spacewatch        |
| 225102 | 2008 DD39              | 27 de febrer de 2008 | Mount Lemmon         | Mt. Lemmon Survey |
| 225103 | 2008 DL40              | 27 de febrer de 2008 | Kitt Peak            | Spacewatch        |
| 225104 | 2008 DZ66              | 29 de febrer de 2008 | Kitt Peak            | Spacewatch        |
| 225105 | 2008 DX67              | 29 de febrer de 2008 | Kitt Peak            | Spacewatch        |
| 225106 | 2008 DN68              | 29 de febrer de 2008 | Kitt Peak            | Spacewatch        |
| 225107 | 2008 DD69              | 29 de febrer de 2008 | Kitt Peak            | Spacewatch        |
| 225108 | 2008 DQ69              | 29 de febrer de 2008 | Kitt Peak            | Spacewatch        |
| 225109 | 2008 DC76              | 28 de febrer de 2008 | Mount Lemmon         | Mt. Lemmon Survey |
| 225110 | 2008 DP82              | 28 de febrer de 2008 | Kitt Peak            | Spacewatch        |
| 225111 | 2008 ED                | 1 de març de 2008    | Mount Lemmon         | Mt. Lemmon Survey |
| 225112 | 2008 EH4               | 2 de març de 2008    | Kitt Peak            | Spacewatch        |
| 225113 | 2008 EL9               | 9 de març de 2008    | Socorro              | LINEAR            |
| 225114 | 2008 EY14              | 1 de març de 2008    | Kitt Peak            | Spacewatch        |
| 225115 | 2008 EY41              | 4 de març de 2008    | Kitt Peak            | Spacewatch        |
| 225116 | 2008 EE45              | 5 de març de 2008    | Kitt Peak            | Spacewatch        |
| 225117 | 2008 EX45              | 5 de març de 2008    | Kitt Peak            | Spacewatch        |
| 225118 | 2008 EF76              | 7 de març de 2008    | Mount Lemmon         | Mt. Lemmon Survey |
| 225119 | 2008 EV77              | 7 de març de 2008    | Kitt Peak            | Spacewatch        |
| 225120 | 2008 EE82              | 5 de març de 2008    | Socorro              | LINEAR            |
| 225121 | 2008 ES100             | 6 de març de 2008    | Mount Lemmon         | Mt. Lemmon Survey |
| 225122 | 2008 EK123             | 9 de març de 2008    | Kitt Peak            | Spacewatch        |
| 225123 | 2008 EV131             | 11 de març de 2008   | Kitt Peak            | Spacewatch        |
| 225124 | 2008 EZ134             | 11 de març de 2008   | Kitt Peak            | Spacewatch        |
| 225125 | 2008 EP137             | 11 de març de 2008   | Kitt Peak            | Spacewatch        |
| 225126 | 2008 EE149             | 3 de març de 2008    | Kitt Peak            | Spacewatch        |
| 225127 | 2008 FP10              | 26 de març de 2008   | Kitt Peak            | Spacewatch        |
| 225128 | 2008 FH40              | 28 de març de 2008   | Kitt Peak            | Spacewatch        |
| 225129 | 2008 FR55              | 28 de març de 2008   | Mount Lemmon         | Mt. Lemmon Survey |
| 225130 | 2008 FK59              | 29 de març de 2008   | Kitt Peak            | Spacewatch        |
| 225131 | 2008 FF67              | 28 de març de 2008   | Kitt Peak            | Spacewatch        |
| 225132 | 2008 FC68              | 28 de març de 2008   | Mount Lemmon         | Mt. Lemmon Survey |
| 225133 | 2008 FK69              | 28 de març de 2008   | Mount Lemmon         | Mt. Lemmon Survey |
| 225134 | 2008 FJ70              | 28 de març de 2008   | Kitt Peak            | Spacewatch        |
| 225135 | 2008 FC79              | 27 de març de 2008   | Mount Lemmon         | Mt. Lemmon Survey |
| 225136 | 2008 FT94              | 29 de març de 2008   | Kitt Peak            | Spacewatch        |
| 225137 | 2008 FW94              | 29 de març de 2008   | Kitt Peak            | Spacewatch        |
| 225138 | 2008 FT98              | 30 de març de 2008   | Catalina             | CSS               |
| 225139 | 2008 FY99              | 30 de març de 2008   | Kitt Peak            | Spacewatch        |
| 225140 | 2008 FC101             | 30 de març de 2008   | Kitt Peak            | Spacewatch        |
| 225141 | 2008 FX102             | 30 de març de 2008   | Kitt Peak            | Spacewatch        |
| 225142 | 2008 FE107             | 31 de març de 2008   | Kitt Peak            | Spacewatch        |
| 225143 | 2008 FW123             | 29 de març de 2008   | Kitt Peak            | Spacewatch        |
| 225144 | 2008 FT128             | 29 de març de 2008   | Mount Lemmon         | Mt. Lemmon Survey |
| 225145 | 2008 GC                | 1 d'abril de 2008    | Vail-Jarnac          | Jarnac            |
| 225146 | 2008 GQ1               | 2 d'abril de 2008    | La Sagra             | La Sagra          |
| 225147 | 2008 GQ8               | 1 d'abril de 2008    | Mount Lemmon         | Mt. Lemmon Survey |
| 225148 | 2008 GC23              | 1 d'abril de 2008    | Mount Lemmon         | Mt. Lemmon Survey |
| 225149 | 2008 GV23              | 1 d'abril de 2008    | Mount Lemmon         | Mt. Lemmon Survey |
| 225150 | 2008 GR46              | 4 d'abril de 2008    | Kitt Peak            | Spacewatch        |
| 225151 | 2008 GN47              | 4 d'abril de 2008    | Kitt Peak            | Spacewatch        |
| 225152 | 2008 GB52              | 5 d'abril de 2008    | Mount Lemmon         | Mt. Lemmon Survey |
| 225153 | 2008 GK64              | 5 d'abril de 2008    | Kitt Peak            | Spacewatch        |
| 225154 | 2008 GK65              | 6 d'abril de 2008    | Kitt Peak            | Spacewatch        |
| 225155 | 2008 GO65              | 6 d'abril de 2008    | Kitt Peak            | Spacewatch        |
| 225156 | 2008 GG67              | 6 d'abril de 2008    | Kitt Peak            | Spacewatch        |
| 225157 | 2008 GP69              | 6 d'abril de 2008    | Mount Lemmon         | Mt. Lemmon Survey |
| 225158 | 2008 GP77              | 7 d'abril de 2008    | Kitt Peak            | Spacewatch        |
| 225159 | 2008 GF83              | 8 d'abril de 2008    | Kitt Peak            | Spacewatch        |
| 225160 | 2008 GL96              | 8 d'abril de 2008    | Kitt Peak            | Spacewatch        |
| 225161 | 2008 GS97              | 8 d'abril de 2008    | Kitt Peak            | Spacewatch        |
| 225162 | 2008 GY99              | 9 d'abril de 2008    | Kitt Peak            | Spacewatch        |
| 225163 | 2008 GH102             | 10 d'abril de 2008   | Kitt Peak            | Spacewatch        |
| 225164 | 2008 GC114             | 9 d'abril de 2008    | Kitt Peak            | Spacewatch        |
| 225165 | 2008 GZ117             | 11 d'abril de 2008   | Mount Lemmon         | Mt. Lemmon Survey |
| 225166 | 2008 GF119             | 11 d'abril de 2008   | Kitt Peak            | Spacewatch        |
| 225167 | 2008 GR121             | 13 d'abril de 2008   | Kitt Peak            | Spacewatch        |
| 225168 | 2008 GN129             | 3 d'abril de 2008    | Kitt Peak            | Spacewatch        |
| 225169 | 2008 GK130             | 5 d'abril de 2008    | Kitt Peak            | Spacewatch        |
| 225170 | 2008 GA141             | 14 d'abril de 2008   | Kitt Peak            | Spacewatch        |
| 225171 | 2008 HC1               | 24 d'abril de 2008   | Kitt Peak            | Spacewatch        |
| 225172 | 2008 HC3               | 25 d'abril de 2008   | Kitt Peak            | Spacewatch        |
| 225173 | 2008 HW3               | 28 d'abril de 2008   | La Sagra             | La Sagra          |
| 225174 | 2008 HO5               | 24 d'abril de 2008   | Kitt Peak            | Spacewatch        |
| 225175 | 2008 HG11              | 24 d'abril de 2008   | Kitt Peak            | Spacewatch        |
| 225176 | 2008 HV18              | 26 d'abril de 2008   | Mount Lemmon         | Mt. Lemmon Survey |
| 225177 | 2008 HP32              | 29 d'abril de 2008   | Mount Lemmon         | Mt. Lemmon Survey |
| 225178 | 2008 HL33              | 25 d'abril de 2008   | Kitt Peak            | Spacewatch        |
| 225179 | 2008 HF35              | 28 d'abril de 2008   | Kitt Peak            | Spacewatch        |
| 225180 | 2008 HN38              | 25 d'abril de 2008   | Mount Lemmon         | Mt. Lemmon Survey |
| 225181 | 2008 HB39              | 26 d'abril de 2008   | Mount Lemmon         | Mt. Lemmon Survey |
| 225182 | 2008 HU45              | 28 d'abril de 2008   | Kitt Peak            | Spacewatch        |
| 225183 | 2008 HO46              | 28 d'abril de 2008   | Kitt Peak            | Spacewatch        |
| 225184 | 2008 HX54              | 29 d'abril de 2008   | Kitt Peak            | Spacewatch        |
| 225185 | 2008 HC56              | 29 d'abril de 2008   | Kitt Peak            | Spacewatch        |
| 225186 | 2008 HQ58              | 30 d'abril de 2008   | Kitt Peak            | Spacewatch        |
| 225187 | 2008 HM60              | 28 d'abril de 2008   | Mount Lemmon         | Mt. Lemmon Survey |
| 225188 | 2008 HG61              | 30 d'abril de 2008   | Kitt Peak            | Spacewatch        |
| 225189 | 2008 HG62              | 30 d'abril de 2008   | Kitt Peak            | Spacewatch        |
| 225190 | 2008 HG63              | 29 d'abril de 2008   | Mount Lemmon         | Mt. Lemmon Survey |
| 225191 | 2008 JZ1               | 2 de maig de 2008    | Mount Lemmon         | Mt. Lemmon Survey |
| 225192 | 2008 JX5               | 1 de maig de 2008    | Catalina             | CSS               |
| 225193 | 2008 JC12              | 3 de maig de 2008    | Kitt Peak            | Spacewatch        |
| 225194 | 2008 JO12              | 3 de maig de 2008    | Kitt Peak            | Spacewatch        |
| 225195 | 2008 JY13              | 6 de maig de 2008    | Mount Lemmon         | Mt. Lemmon Survey |
| 225196 | 2008 JK17              | 3 de maig de 2008    | Mount Lemmon         | Mt. Lemmon Survey |
| 225197 | 2008 JW18              | 5 de maig de 2008    | Mount Lemmon         | Mt. Lemmon Survey |
| 225198 | 2008 JR25              | 8 de maig de 2008    | Kitt Peak            | Spacewatch        |
| 225199 | 2008 JK28              | 8 de maig de 2008    | Kitt Peak            | Spacewatch        |
| 225200 | 2008 JT34              | 15 de maig de 2008   | Kitt Peak            | Spacewatch        |

## 225201–225300
| Nom                   | Designació provisional | Data de descobriment   | Lloc de descobriment | Descobridor/s                                          |
| --------------------- | ---------------------- | ---------------------- | -------------------- | ------------------------------------------------------ |
| 225201                | 2008 KT7               | 27 de maig de 2008     | Kitt Peak            | Spacewatch                                             |
| 225202                | 2008 KE25              | 29 de maig de 2008     | Mount Lemmon         | Mt. Lemmon Survey                                      |
| 225203                | 2008 KM36              | 29 de maig de 2008     | Mount Lemmon         | Mt. Lemmon Survey                                      |
| 225204                | 2008 KN39              | 30 de maig de 2008     | Kitt Peak            | Spacewatch                                             |
| 225205                | 2008 KO41              | 31 de maig de 2008     | Kitt Peak            | Spacewatch                                             |
| 225206                | 2008 LP                | 1 de juny de 2008      | Mount Lemmon         | Mt. Lemmon Survey                                      |
| 225207                | 2008 LG12              | 8 de juny de 2008      | Kitt Peak            | Spacewatch                                             |
| 225208                | 2008 NM1               | 4 de juliol de 2008    | Dauban               | F. Kugel                                               |
| 225209                | 2008 OT20              | 29 de juliol de 2008   | Kitt Peak            | Spacewatch                                             |
| 225210                | 2008 QB31              | 30 d'agost de 2008     | Socorro              | LINEAR                                                 |
| 225211                | 2008 QG42              | 23 d'agost de 2008     | Kitt Peak            | Spacewatch                                             |
| 225212                | 2008 RF25              | 3 de setembre de 2008  | Goodricke-Pigott     | R. A. Tucker                                           |
| 225213                | 2008 RJ27              | 8 de setembre de 2008  | Dauban               | F. Kugel                                               |
| 225214                | 2008 RM58              | 3 de setembre de 2008  | Kitt Peak            | Spacewatch                                             |
| 225215                | 2008 RB65              | 4 de setembre de 2008  | Kitt Peak            | Spacewatch                                             |
| 225216                | 2008 RV76              | 6 de setembre de 2008  | Catalina             | CSS                                                    |
| 225217                | 2008 RA83              | 4 de setembre de 2008  | Kitt Peak            | Spacewatch                                             |
| 225218                | 2008 RD95              | 7 de setembre de 2008  | Mount Lemmon         | Mt. Lemmon Survey                                      |
| 225219                | 2008 RO126             | 4 de setembre de 2008  | Kitt Peak            | Spacewatch                                             |
| 225220                | 2008 RX128             | 5 de setembre de 2008  | Kitt Peak            | Spacewatch                                             |
| 225221                | 2008 SN22              | 19 de setembre de 2008 | Kitt Peak            | Spacewatch                                             |
| 225222                | 2008 SP32              | 20 de setembre de 2008 | Kitt Peak            | Spacewatch                                             |
| 225223                | 2008 SV36              | 20 de setembre de 2008 | Mount Lemmon         | Mt. Lemmon Survey                                      |
| 225224                | 2008 SH41              | 20 de setembre de 2008 | Catalina             | CSS                                                    |
| 225225                | 2008 SZ82              | 26 de setembre de 2008 | Wildberg             | R. Apitzsch                                            |
| 225226                | 2008 SH213             | 29 de setembre de 2008 | Mount Lemmon         | Mt. Lemmon Survey                                      |
| 225227                | 2008 TO65              | 2 d'octubre de 2008    | Catalina             | CSS                                                    |
| 225228                | 2008 TE92              | 4 d'octubre de 2008    | La Sagra             | La Sagra                                               |
| 225229                | 2008 TB149             | 9 d'octubre de 2008    | Mount Lemmon         | Mt. Lemmon Survey                                      |
| 225230                | 2008 UX4               | 25 d'octubre de 2008   | Kachina              | J. Hobart                                              |
| 225231                | 2009 HE12              | 18 d'abril de 2009     | Piszkesteto          | K. Sarneczky                                           |
| 225232 Kircheva       | 2009 OD2               | 21 de juliol de 2009   | Zvezdno Obshtest     | F. Fratev                                              |
| 225233                | 2009 OJ3               | 20 de juliol de 2009   | La Sagra             | La Sagra                                               |
| 225234                | 2009 PB1               | 12 d'agost de 2009     | Socorro              | LINEAR                                                 |
| 225235                | 2009 PJ12              | 15 d'agost de 2009     | Catalina             | CSS                                                    |
| 225236                | 2009 PP14              | 15 d'agost de 2009     | Kitt Peak            | Spacewatch                                             |
| 225237                | 2009 PV15              | 15 d'agost de 2009     | Kitt Peak            | Spacewatch                                             |
| 225238 Hristobotev    | 2009 QJ5               | 17 d'agost de 2009     | Zvezdno Obshtest     | F. Fratev                                              |
| 225239                | 2009 QG8               | 19 d'agost de 2009     | Wildberg             | R. Apitzsch                                            |
| 225240                | 2009 QY8               | 20 d'agost de 2009     | Calvin-Rehoboth      | L. A. Molnar                                           |
| 225241                | 2009 QO13              | 16 d'agost de 2009     | Kitt Peak            | Spacewatch                                             |
| 225242                | 2009 QL14              | 16 d'agost de 2009     | Kitt Peak            | Spacewatch                                             |
| 225243                | 2009 QU22              | 20 d'agost de 2009     | La Sagra             | La Sagra                                               |
| 225244                | 2009 QE27              | 23 d'agost de 2009     | Dauban               | F. Kugel                                               |
| 225245                | 2009 QC28              | 19 d'agost de 2009     | Kitt Peak            | Spacewatch                                             |
| 225246                | 2009 QX28              | 23 d'agost de 2009     | La Sagra             | La Sagra                                               |
| 225247                | 2009 QY32              | 24 d'agost de 2009     | Crni Vrh             | Crni Vrh                                               |
| 225248                | 2009 QJ33              | 24 d'agost de 2009     | La Sagra             | La Sagra                                               |
| 225249                | 2009 QT33              | 26 d'agost de 2009     | Zvezdno Obshtest     | Zvezdno Obshtestvo                                     |
| 225250 Georgfranziska | 2009 QU36              | 30 d'agost de 2009     | Taunus               | S. Karge, U. Zimmer                                    |
| 225251                | 2009 QF44              | 27 d'agost de 2009     | Kitt Peak            | Spacewatch                                             |
| 225252                | 2009 QQ47              | 28 d'agost de 2009     | La Sagra             | La Sagra                                               |
| 225253                | 2009 RP1               | 11 de setembre de 2009 | La Sagra             | La Sagra                                               |
| 225254 Flury          | 2009 RL2               | 10 de setembre de 2009 | ESA OGS              | M. Busch, R. Kresken                                   |
| 225255                | 2009 RA3               | 10 de setembre de 2009 | Catalina             | CSS                                                    |
| 225256                | 2009 RO3               | 12 de setembre de 2009 | Socorro              | LINEAR                                                 |
| 225257                | 2009 RJ5               | 10 de setembre de 2009 | Catalina             | CSS                                                    |
| 225258                | 2009 RL16              | 12 de setembre de 2009 | Kitt Peak            | Spacewatch                                             |
| 225259                | 2009 RH17              | 12 de setembre de 2009 | Kitt Peak            | Spacewatch                                             |
| 225260                | 2009 RK17              | 12 de setembre de 2009 | Kitt Peak            | Spacewatch                                             |
| 225261                | 2009 RC24              | 15 de setembre de 2009 | Kitt Peak            | Spacewatch                                             |
| 225262                | 2009 RX26              | 12 de setembre de 2009 | Kitt Peak            | Spacewatch                                             |
| 225263                | 2009 RQ30              | 14 de setembre de 2009 | Kitt Peak            | Spacewatch                                             |
| 225264                | 2009 RT34              | 14 de setembre de 2009 | Kitt Peak            | Spacewatch                                             |
| 225265                | 2009 RD47              | 15 de setembre de 2009 | Kitt Peak            | Spacewatch                                             |
| 225266                | 2009 RN47              | 15 de setembre de 2009 | Kitt Peak            | Spacewatch                                             |
| 225267                | 2009 RS47              | 15 de setembre de 2009 | Kitt Peak            | Spacewatch                                             |
| 225268                | 2009 RT47              | 15 de setembre de 2009 | Kitt Peak            | Spacewatch                                             |
| 225269                | 2009 SO15              | 19 de setembre de 2009 | Bisei SG Center      | BATTeRS                                                |
| 225270                | 2009 SF30              | 16 de setembre de 2009 | Kitt Peak            | Spacewatch                                             |
| 225271                | 2009 SO61              | 17 de setembre de 2009 | Kitt Peak            | Spacewatch                                             |
| 225272                | 2009 SE76              | 17 de setembre de 2009 | Kitt Peak            | Spacewatch                                             |
| 225273                | 2128 P-L               | 26 de setembre de 1960 | Palomar              | C. J. van Houten, I. van Houten-Groeneveld, T. Gehrels |
| 225274                | 6781 P-L               | 24 de setembre de 1960 | Palomar              | C. J. van Houten, I. van Houten-Groeneveld, T. Gehrels |
| 225275                | 6890 P-L               | 24 de setembre de 1960 | Palomar              | C. J. van Houten, I. van Houten-Groeneveld, T. Gehrels |
| 225276 Le\itos        | 1436 T-2               | 29 de setembre de 1973 | Palomar              | C. J. van Houten, I. van Houten-Groeneveld, T. Gehrels |
| 225277 Stino          | 1960 SN                | 24 de setembre de 1960 | Palomar              | L. D. Schmadel, R. M. Stoss                            |
| 225278                | 1981 DW1               | 28 de febrer de 1981   | Siding Spring        | S. J. Bus                                              |
| 225279                | 1991 VY10              | 5 de novembre de 1991  | Kitt Peak            | Spacewatch                                             |
| 225280                | 1993 FL17              | 17 de març de 1993     | La Silla             | UESAC                                                  |
| 225281                | 1993 FL35              | 19 de març de 1993     | La Silla             | UESAC                                                  |
| 225282                | 1993 RS7               | 15 de setembre de 1993 | La Silla             | E. W. Elst                                             |
| 225283                | 1994 GB5               | 6 d'abril de 1994      | Kitt Peak            | Spacewatch                                             |
| 225284                | 1994 JK6               | 4 de maig de 1994      | Kitt Peak            | Spacewatch                                             |
| 225285                | 1994 JT6               | 4 de maig de 1994      | Kitt Peak            | Spacewatch                                             |
| 225286                | 1994 PD5               | 10 d'agost de 1994     | La Silla             | E. W. Elst                                             |
| 225287                | 1994 RJ8               | 12 de setembre de 1994 | Kitt Peak            | Spacewatch                                             |
| 225288                | 1994 RT17              | 3 de setembre de 1994  | La Silla             | E. W. Elst                                             |
| 225289                | 1994 SK10              | 28 de setembre de 1994 | Kitt Peak            | Spacewatch                                             |
| 225290                | 1994 WK4               | 26 de novembre de 1994 | Kitt Peak            | Spacewatch                                             |
| 225291                | 1995 DV6               | 24 de febrer de 1995   | Kitt Peak            | Spacewatch                                             |
| 225292                | 1995 DS7               | 24 de febrer de 1995   | Kitt Peak            | Spacewatch                                             |
| 225293                | 1995 FF7               | 24 de març de 1995     | Kitt Peak            | Spacewatch                                             |
| 225294                | 1995 QA6               | 22 d'agost de 1995     | Kitt Peak            | Spacewatch                                             |
| 225295                | 1995 SH13              | 18 de setembre de 1995 | Kitt Peak            | Spacewatch                                             |
| 225296                | 1995 SQ67              | 18 de setembre de 1995 | Kitt Peak            | Spacewatch                                             |
| 225297                | 1995 UB2               | 21 d'octubre de 1995   | Kitt Peak            | Spacewatch                                             |
| 225298                | 1995 UM16              | 17 d'octubre de 1995   | Kitt Peak            | Spacewatch                                             |
| 225299                | 1995 UV17              | 18 d'octubre de 1995   | Kitt Peak            | Spacewatch                                             |
| 225300                | 1995 UX76              | 22 d'octubre de 1995   | Kitt Peak            | Spacewatch                                             |

## 225301–225400
| Nom    | Designació provisional | Data de descobriment   | Lloc de descobriment | Descobridor/s  |
| ------ | ---------------------- | ---------------------- | -------------------- | -------------- |
| 225301 | 1995 VG9               | 14 de novembre de 1995 | Kitt Peak            | Spacewatch     |
| 225302 | 1995 VU9               | 15 de novembre de 1995 | Kitt Peak            | Spacewatch     |
| 225303 | 1995 VZ13              | 15 de novembre de 1995 | Kitt Peak            | Spacewatch     |
| 225304 | 1995 WH8               | 19 de novembre de 1995 | Haleakala            | AMOS           |
| 225305 | 1995 XX3               | 14 de desembre de 1995 | Kitt Peak            | Spacewatch     |
| 225306 | 1996 EZ9               | 12 de març de 1996     | Kitt Peak            | Spacewatch     |
| 225307 | 1996 GV6               | 12 d'abril de 1996     | Kitt Peak            | Spacewatch     |
| 225308 | 1996 HH                | 17 d'abril de 1996     | Haleakala            | AMOS           |
| 225309 | 1996 HV14              | 17 d'abril de 1996     | La Silla             | E. W. Elst     |
| 225310 | 1996 TG67              | 7 d'octubre de 1996    | Kitt Peak            | Spacewatch     |
| 225311 | 1996 VP17              | 6 de novembre de 1996  | Kitt Peak            | Spacewatch     |
| 225312 | 1996 XB27              | 12 de desembre de 1996 | Kitt Peak            | Spacewatch     |
| 225313 | 1997 CD13              | 4 de febrer de 1997    | Kitt Peak            | Spacewatch     |
| 225314 | 1997 EZ30              | 5 de març de 1997      | Kitt Peak            | Spacewatch     |
| 225315 | 1997 LS1               | 2 de juny de 1997      | Kitt Peak            | Spacewatch     |
| 225316 | 1997 LQ16              | 8 de juny de 1997      | La Silla             | E. W. Elst     |
| 225317 | 1997 SK18              | 28 de setembre de 1997 | Kitt Peak            | Spacewatch     |
| 225318 | 1997 SU32              | 28 de setembre de 1997 | Kitt Peak            | Spacewatch     |
| 225319 | 1997 TV19              | 2 d'octubre de 1997    | Kitt Peak            | Spacewatch     |
| 225320 | 1997 WC11              | 22 de novembre de 1997 | Kitt Peak            | Spacewatch     |
| 225321 | 1997 XP7               | 6 de desembre de 1997  | Caussols             | ODAS           |
| 225322 | 1998 BQ19              | 22 de gener de 1998    | Kitt Peak            | Spacewatch     |
| 225323 | 1998 FY9               | 24 de març de 1998     | Caussols             | ODAS           |
| 225324 | 1998 FO105             | 31 de març de 1998     | Socorro              | LINEAR         |
| 225325 | 1998 HP73              | 21 d'abril de 1998     | Socorro              | LINEAR         |
| 225326 | 1998 HD154             | 29 d'abril de 1998     | Haleakala            | NEAT           |
| 225327 | 1998 KN58              | 23 de maig de 1998     | Socorro              | LINEAR         |
| 225328 | 1998 MJ6               | 19 de juny de 1998     | Kitt Peak            | Spacewatch     |
| 225329 | 1998 QK40              | 17 d'agost de 1998     | Socorro              | LINEAR         |
| 225330 | 1998 QZ58              | 26 d'agost de 1998     | Kitt Peak            | Spacewatch     |
| 225331 | 1998 QK88              | 24 d'agost de 1998     | Socorro              | LINEAR         |
| 225332 | 1998 QA95              | 19 d'agost de 1998     | Socorro              | LINEAR         |
| 225333 | 1998 QB105             | 30 d'agost de 1998     | Siding Spring        | R. H. McNaught |
| 225334 | 1998 RX45              | 14 de setembre de 1998 | Socorro              | LINEAR         |
| 225335 | 1998 RB46              | 14 de setembre de 1998 | Socorro              | LINEAR         |
| 225336 | 1998 RB51              | 14 de setembre de 1998 | Socorro              | LINEAR         |
| 225337 | 1998 RZ69              | 14 de setembre de 1998 | Socorro              | LINEAR         |
| 225338 | 1998 SA6               | 20 de setembre de 1998 | Kitt Peak            | Spacewatch     |
| 225339 | 1998 SB12              | 22 de setembre de 1998 | Caussols             | ODAS           |
| 225340 | 1998 SQ29              | 18 de setembre de 1998 | Kitt Peak            | Spacewatch     |
| 225341 | 1998 SJ42              | 27 de setembre de 1998 | Kitt Peak            | Spacewatch     |
| 225342 | 1998 SN78              | 26 de setembre de 1998 | Socorro              | LINEAR         |
| 225343 | 1998 SY86              | 26 de setembre de 1998 | Socorro              | LINEAR         |
| 225344 | 1998 SK87              | 26 de setembre de 1998 | Socorro              | LINEAR         |
| 225345 | 1998 SD107             | 26 de setembre de 1998 | Socorro              | LINEAR         |
| 225346 | 1998 SQ149             | 26 de setembre de 1998 | Socorro              | LINEAR         |
| 225347 | 1998 SG161             | 26 de setembre de 1998 | Socorro              | LINEAR         |
| 225348 | 1998 SY176             | 24 de setembre de 1998 | Anderson Mesa        | LONEOS         |
| 225349 | 1998 TS8               | 12 d'octubre de 1998   | Kitt Peak            | Spacewatch     |
| 225350 | 1998 TO9               | 12 d'octubre de 1998   | Kitt Peak            | Spacewatch     |
| 225351 | 1998 TA20              | 13 d'octubre de 1998   | Kitt Peak            | Spacewatch     |
| 225352 | 1998 US2               | 20 d'octubre de 1998   | Caussols             | ODAS           |
| 225353 | 1998 UF1               | 17 d'octubre de 1998   | Kitt Peak            | Spacewatch     |
| 225354 | 1998 UF49              | 18 d'octubre de 1998   | Anderson Mesa        | LONEOS         |
| 225355 | 1998 UJ49              | 18 d'octubre de 1998   | Anderson Mesa        | LONEOS         |
| 225356 | 1998 VX40              | 14 de novembre de 1998 | Kitt Peak            | Spacewatch     |
| 225357 | 1998 VD41              | 14 de novembre de 1998 | Kitt Peak            | Spacewatch     |
| 225358 | 1998 VV42              | 15 de novembre de 1998 | Kitt Peak            | Spacewatch     |
| 225359 | 1998 WJ24              | 18 de novembre de 1998 | Kitt Peak            | M. W. Buie     |
| 225360 | 1998 WF30              | 24 de novembre de 1998 | Kitt Peak            | Spacewatch     |
| 225361 | 1998 XD2               | 7 de desembre de 1998  | Caussols             | ODAS           |
| 225362 | 1998 XU22              | 11 de desembre de 1998 | Kitt Peak            | Spacewatch     |
| 225363 | 1998 XV24              | 12 de desembre de 1998 | Kitt Peak            | Spacewatch     |
| 225364 | 1999 BO30              | 19 de gener de 1999    | Kitt Peak            | Spacewatch     |
| 225365 | 1999 CM79              | 12 de febrer de 1999   | Socorro              | LINEAR         |
| 225366 | 1999 CC97              | 10 de febrer de 1999   | Socorro              | LINEAR         |
| 225367 | 1999 CQ132             | 8 de febrer de 1999    | Kitt Peak            | Spacewatch     |
| 225368 | 1999 CD136             | 9 de febrer de 1999    | Kitt Peak            | Spacewatch     |
| 225369 | 1999 FE3               | 17 de març de 1999     | Kitt Peak            | Spacewatch     |
| 225370 | 1999 FF17              | 23 de març de 1999     | Kitt Peak            | Spacewatch     |
| 225371 | 1999 HM4               | 16 d'abril de 1999     | Kitt Peak            | Spacewatch     |
| 225372 | 1999 JC53              | 10 de maig de 1999     | Socorro              | LINEAR         |
| 225373 | 1999 LJ15              | 12 de juny de 1999     | Socorro              | LINEAR         |
| 225374 | 1999 RX10              | 7 de setembre de 1999  | Socorro              | LINEAR         |
| 225375 | 1999 RM106             | 8 de setembre de 1999  | Socorro              | LINEAR         |
| 225376 | 1999 RR164             | 9 de setembre de 1999  | Socorro              | LINEAR         |
| 225377 | 1999 RW216             | 5 de setembre de 1999  | Kitt Peak            | Spacewatch     |
| 225378 | 1999 SJ13              | 16 de setembre de 1999 | Socorro              | LINEAR         |
| 225379 | 1999 TC62              | 7 d'octubre de 1999    | Kitt Peak            | Spacewatch     |
| 225380 | 1999 TP64              | 8 d'octubre de 1999    | Kitt Peak            | Spacewatch     |
| 225381 | 1999 TL90              | 2 d'octubre de 1999    | Socorro              | LINEAR         |
| 225382 | 1999 TK110             | 4 d'octubre de 1999    | Socorro              | LINEAR         |
| 225383 | 1999 TW161             | 9 d'octubre de 1999    | Socorro              | LINEAR         |
| 225384 | 1999 TO163             | 9 d'octubre de 1999    | Socorro              | LINEAR         |
| 225385 | 1999 TO178             | 10 d'octubre de 1999   | Socorro              | LINEAR         |
| 225386 | 1999 TA195             | 12 d'octubre de 1999   | Socorro              | LINEAR         |
| 225387 | 1999 UJ18              | 30 d'octubre de 1999   | Kitt Peak            | Spacewatch     |
| 225388 | 1999 UN18              | 30 d'octubre de 1999   | Kitt Peak            | Spacewatch     |
| 225389 | 1999 UK21              | 31 d'octubre de 1999   | Kitt Peak            | Spacewatch     |
| 225390 | 1999 UW28              | 31 d'octubre de 1999   | Kitt Peak            | Spacewatch     |
| 225391 | 1999 UK29              | 31 d'octubre de 1999   | Kitt Peak            | Spacewatch     |
| 225392 | 1999 UJ33              | 31 d'octubre de 1999   | Kitt Peak            | Spacewatch     |
| 225393 | 1999 UU36              | 16 d'octubre de 1999   | Kitt Peak            | Spacewatch     |
| 225394 | 1999 UP37              | 16 d'octubre de 1999   | Kitt Peak            | Spacewatch     |
| 225395 | 1999 UO48              | 30 d'octubre de 1999   | Catalina             | CSS            |
| 225396 | 1999 UY50              | 30 d'octubre de 1999   | Kitt Peak            | Spacewatch     |
| 225397 | 1999 VA49              | 3 de novembre de 1999  | Socorro              | LINEAR         |
| 225398 | 1999 VQ115             | 4 de novembre de 1999  | Kitt Peak            | Spacewatch     |
| 225399 | 1999 VE121             | 4 de novembre de 1999  | Kitt Peak            | Spacewatch     |
| 225400 | 1999 VB124             | 5 de novembre de 1999  | Kitt Peak            | Spacewatch     |

## 225401–225500
| Nom    | Designació provisional | Data de descobriment   | Lloc de descobriment | Descobridor/s |
| ------ | ---------------------- | ---------------------- | -------------------- | ------------- |
| 225401 | 1999 VL124             | 6 de novembre de 1999  | Kitt Peak            | Spacewatch    |
| 225402 | 1999 VZ126             | 9 de novembre de 1999  | Kitt Peak            | Spacewatch    |
| 225403 | 1999 VH132             | 9 de novembre de 1999  | Kitt Peak            | Spacewatch    |
| 225404 | 1999 VD170             | 14 de novembre de 1999 | Socorro              | LINEAR        |
| 225405 | 1999 VV195             | 3 de novembre de 1999  | Catalina             | CSS           |
| 225406 | 1999 VR211             | 12 de novembre de 1999 | Socorro              | LINEAR        |
| 225407 | 1999 WD20              | 29 de novembre de 1999 | Kitt Peak            | Spacewatch    |
| 225408 | 1999 XH5               | 4 de desembre de 1999  | Catalina             | CSS           |
| 225409 | 1999 XL25              | 6 de desembre de 1999  | Socorro              | LINEAR        |
| 225410 | 1999 XA76              | 7 de desembre de 1999  | Socorro              | LINEAR        |
| 225411 | 1999 XD162             | 13 de desembre de 1999 | Socorro              | LINEAR        |
| 225412 | 1999 XR227             | 15 de desembre de 1999 | Kitt Peak            | Spacewatch    |
| 225413 | 1999 XC238             | 5 de desembre de 1999  | Kitt Peak            | Spacewatch    |
| 225414 | 1999 XV244             | 4 de desembre de 1999  | Kitt Peak            | Spacewatch    |
| 225415 | 1999 XA261             | 8 de desembre de 1999  | Socorro              | LINEAR        |
| 225416 | 1999 YC                | 17 de desembre de 1999 | Socorro              | LINEAR        |
| 225417 | 1999 YJ10              | 27 de desembre de 1999 | Kitt Peak            | Spacewatch    |
| 225418 | 2000 AY54              | 4 de gener de 2000     | Socorro              | LINEAR        |
| 225419 | 2000 AW70              | 5 de gener de 2000     | Socorro              | LINEAR        |
| 225420 | 2000 AU82              | 5 de gener de 2000     | Socorro              | LINEAR        |
| 225421 | 2000 AR159             | 3 de gener de 2000     | Socorro              | LINEAR        |
| 225422 | 2000 AB178             | 7 de gener de 2000     | Socorro              | LINEAR        |
| 225423 | 2000 AO206             | 3 de gener de 2000     | Kitt Peak            | Spacewatch    |
| 225424 | 2000 AB209             | 4 de gener de 2000     | Kitt Peak            | Spacewatch    |
| 225425 | 2000 AK216             | 8 de gener de 2000     | Kitt Peak            | Spacewatch    |
| 225426 | 2000 AF253             | 7 de gener de 2000     | Kitt Peak            | Spacewatch    |
| 225427 | 2000 BF1               | 28 de gener de 2000    | Prescott             | P. G. Comba   |
| 225428 | 2000 BX19              | 26 de gener de 2000    | Kitt Peak            | Spacewatch    |
| 225429 | 2000 BJ35              | 30 de gener de 2000    | Socorro              | LINEAR        |
| 225430 | 2000 CG                | 1 de febrer de 2000    | Prescott             | P. G. Comba   |
| 225431 | 2000 CR9               | 2 de febrer de 2000    | Socorro              | LINEAR        |
| 225432 | 2000 CJ35              | 2 de febrer de 2000    | Socorro              | LINEAR        |
| 225433 | 2000 CX43              | 2 de febrer de 2000    | Socorro              | LINEAR        |
| 225434 | 2000 CD59              | 6 de febrer de 2000    | Needville            | Needville     |
| 225435 | 2000 CL69              | 1 de febrer de 2000    | Kitt Peak            | Spacewatch    |
| 225436 | 2000 CK79              | 8 de febrer de 2000    | Kitt Peak            | Spacewatch    |
| 225437 | 2000 CK84              | 4 de febrer de 2000    | Socorro              | LINEAR        |
| 225438 | 2000 CC110             | 5 de febrer de 2000    | Kitt Peak            | M. W. Buie    |
| 225439 | 2000 CZ136             | 4 de febrer de 2000    | Kitt Peak            | Spacewatch    |
| 225440 | 2000 DU5               | 25 de febrer de 2000   | Socorro              | LINEAR        |
| 225441 | 2000 DJ6               | 28 de febrer de 2000   | Socorro              | LINEAR        |
| 225442 | 2000 DF16              | 28 de febrer de 2000   | Visnjan              | K. Korlevic   |
| 225443 | 2000 DO26              | 29 de febrer de 2000   | Socorro              | LINEAR        |
| 225444 | 2000 DN35              | 29 de febrer de 2000   | Socorro              | LINEAR        |
| 225445 | 2000 DO36              | 29 de febrer de 2000   | Socorro              | LINEAR        |
| 225446 | 2000 DA61              | 29 de febrer de 2000   | Socorro              | LINEAR        |
| 225447 | 2000 DX61              | 29 de febrer de 2000   | Socorro              | LINEAR        |
| 225448 | 2000 DR67              | 29 de febrer de 2000   | Socorro              | LINEAR        |
| 225449 | 2000 DN77              | 29 de febrer de 2000   | Socorro              | LINEAR        |
| 225450 | 2000 DY86              | 29 de febrer de 2000   | Socorro              | LINEAR        |
| 225451 | 2000 ER4               | 2 de març de 2000      | Kitt Peak            | Spacewatch    |
| 225452 | 2000 EO10              | 3 de març de 2000      | Socorro              | LINEAR        |
| 225453 | 2000 ED13              | 4 de març de 2000      | Socorro              | LINEAR        |
| 225454 | 2000 EY14              | 4 de març de 2000      | Socorro              | LINEAR        |
| 225455 | 2000 EQ15              | 3 de març de 2000      | Kitt Peak            | Spacewatch    |
| 225456 | 2000 EK23              | 4 de març de 2000      | Kitt Peak            | Spacewatch    |
| 225457 | 2000 EG27              | 3 de març de 2000      | Socorro              | LINEAR        |
| 225458 | 2000 EW35              | 3 de març de 2000      | Socorro              | LINEAR        |
| 225459 | 2000 ER44              | 9 de març de 2000      | Socorro              | LINEAR        |
| 225460 | 2000 EG53              | 4 de març de 2000      | Kitt Peak            | Spacewatch    |
| 225461 | 2000 EL53              | 8 de març de 2000      | Kitt Peak            | Spacewatch    |
| 225462 | 2000 EV55              | 5 de març de 2000      | Socorro              | LINEAR        |
| 225463 | 2000 EQ67              | 10 de març de 2000     | Socorro              | LINEAR        |
| 225464 | 2000 EV75              | 5 de març de 2000      | Socorro              | LINEAR        |
| 225465 | 2000 EU144             | 3 de març de 2000      | Catalina             | CSS           |
| 225466 | 2000 EN168             | 4 de març de 2000      | Socorro              | LINEAR        |
| 225467 | 2000 ET173             | 4 de març de 2000      | Socorro              | LINEAR        |
| 225468 | 2000 ET177             | 3 de març de 2000      | Kitt Peak            | Spacewatch    |
| 225469 | 2000 FT3               | 28 de març de 2000     | Socorro              | LINEAR        |
| 225470 | 2000 FA21              | 29 de març de 2000     | Socorro              | LINEAR        |
| 225471 | 2000 FG24              | 29 de març de 2000     | Socorro              | LINEAR        |
| 225472 | 2000 FS36              | 29 de març de 2000     | Socorro              | LINEAR        |
| 225473 | 2000 FK47              | 29 de març de 2000     | Socorro              | LINEAR        |
| 225474 | 2000 FE59              | 29 de març de 2000     | Socorro              | LINEAR        |
| 225475 | 2000 GQ48              | 5 d'abril de 2000      | Socorro              | LINEAR        |
| 225476 | 2000 GD55              | 5 d'abril de 2000      | Socorro              | LINEAR        |
| 225477 | 2000 GO61              | 5 d'abril de 2000      | Socorro              | LINEAR        |
| 225478 | 2000 GV81              | 7 d'abril de 2000      | Socorro              | LINEAR        |
| 225479 | 2000 GX89              | 4 d'abril de 2000      | Socorro              | LINEAR        |
| 225480 | 2000 GS112             | 4 d'abril de 2000      | Socorro              | LINEAR        |
| 225481 | 2000 GV120             | 5 d'abril de 2000      | Kitt Peak            | Spacewatch    |
| 225482 | 2000 GS136             | 12 d'abril de 2000     | Socorro              | LINEAR        |
| 225483 | 2000 GT145             | 11 d'abril de 2000     | Kitt Peak            | Spacewatch    |
| 225484 | 2000 GY154             | 6 d'abril de 2000      | Anderson Mesa        | LONEOS        |
| 225485 | 2000 GT160             | 7 d'abril de 2000      | Socorro              | LINEAR        |
| 225486 | 2000 HQ2               | 25 d'abril de 2000     | Kitt Peak            | Spacewatch    |
| 225487 | 2000 HV6               | 24 d'abril de 2000     | Kitt Peak            | Spacewatch    |
| 225488 | 2000 HT15              | 28 d'abril de 2000     | Socorro              | LINEAR        |
| 225489 | 2000 HD26              | 24 d'abril de 2000     | Anderson Mesa        | LONEOS        |
| 225490 | 2000 HF31              | 29 d'abril de 2000     | Socorro              | LINEAR        |
| 225491 | 2000 HV40              | 28 d'abril de 2000     | Socorro              | LINEAR        |
| 225492 | 2000 HT49              | 29 d'abril de 2000     | Socorro              | LINEAR        |
| 225493 | 2000 HP63              | 26 d'abril de 2000     | Anderson Mesa        | LONEOS        |
| 225494 | 2000 HX81              | 29 d'abril de 2000     | Socorro              | LINEAR        |
| 225495 | 2000 HT105             | 25 d'abril de 2000     | Kitt Peak            | Spacewatch    |
| 225496 | 2000 KX2               | 27 de maig de 2000     | Socorro              | LINEAR        |
| 225497 | 2000 KC40              | 25 de maig de 2000     | Kitt Peak            | Spacewatch    |
| 225498 | 2000 KR73              | 27 de maig de 2000     | Socorro              | LINEAR        |
| 225499 | 2000 LU23              | 7 de juny de 2000      | Socorro              | LINEAR        |
| 225500 | 2000 LK32              | 5 de juny de 2000      | Kitt Peak            | Spacewatch    |

## 225501–225600
| Nom    | Designació provisional | Data de descobriment   | Lloc de descobriment | Descobridor/s          |
| ------ | ---------------------- | ---------------------- | -------------------- | ---------------------- |
| 225501 | 2000 NB19              | 5 de juliol de 2000    | Anderson Mesa        | LONEOS                 |
| 225502 | 2000 OY33              | 30 de juliol de 2000   | Socorro              | LINEAR                 |
| 225503 | 2000 PY21              | 1 d'agost de 2000      | Socorro              | LINEAR                 |
| 225504 | 2000 QR15              | 24 d'agost de 2000     | Socorro              | LINEAR                 |
| 225505 | 2000 QT26              | 24 d'agost de 2000     | Socorro              | LINEAR                 |
| 225506 | 2000 QJ58              | 26 d'agost de 2000     | Socorro              | LINEAR                 |
| 225507 | 2000 QG71              | 24 d'agost de 2000     | Socorro              | LINEAR                 |
| 225508 | 2000 QY84              | 25 d'agost de 2000     | Socorro              | LINEAR                 |
| 225509 | 2000 QY98              | 28 d'agost de 2000     | Socorro              | LINEAR                 |
| 225510 | 2000 QS107             | 29 d'agost de 2000     | Socorro              | LINEAR                 |
| 225511 | 2000 QH109             | 29 d'agost de 2000     | Socorro              | LINEAR                 |
| 225512 | 2000 QS128             | 25 d'agost de 2000     | Socorro              | LINEAR                 |
| 225513 | 2000 QA131             | 24 d'agost de 2000     | Socorro              | LINEAR                 |
| 225514 | 2000 QG138             | 31 d'agost de 2000     | Socorro              | LINEAR                 |
| 225515 | 2000 QD156             | 31 d'agost de 2000     | Socorro              | LINEAR                 |
| 225516 | 2000 QE163             | 31 d'agost de 2000     | Socorro              | LINEAR                 |
| 225517 | 2000 QX170             | 31 d'agost de 2000     | Socorro              | LINEAR                 |
| 225518 | 2000 QJ179             | 31 d'agost de 2000     | Socorro              | LINEAR                 |
| 225519 | 2000 QR211             | 31 d'agost de 2000     | Socorro              | LINEAR                 |
| 225520 | 2000 QD221             | 21 d'agost de 2000     | Anderson Mesa        | LONEOS                 |
| 225521 | 2000 QP223             | 21 d'agost de 2000     | Anderson Mesa        | LONEOS                 |
| 225522 | 2000 RR15              | 1 de setembre de 2000  | Socorro              | LINEAR                 |
| 225523 | 2000 RN16              | 1 de setembre de 2000  | Socorro              | LINEAR                 |
| 225524 | 2000 RA26              | 1 de setembre de 2000  | Socorro              | LINEAR                 |
| 225525 | 2000 RB27              | 1 de setembre de 2000  | Socorro              | LINEAR                 |
| 225526 | 2000 RH76              | 4 de setembre de 2000  | Socorro              | LINEAR                 |
| 225527 | 2000 RE82              | 1 de setembre de 2000  | Socorro              | LINEAR                 |
| 225528 | 2000 RY89              | 3 de setembre de 2000  | Socorro              | LINEAR                 |
| 225529 | 2000 RG96              | 4 de setembre de 2000  | Haleakala            | NEAT                   |
| 225530 | 2000 RH97              | 5 de setembre de 2000  | Anderson Mesa        | LONEOS                 |
| 225531 | 2000 SF1               | 18 de setembre de 2000 | Socorro              | LINEAR                 |
| 225532 | 2000 SP5               | 22 de setembre de 2000 | Socorro              | LINEAR                 |
| 225533 | 2000 SL20              | 23 de setembre de 2000 | Socorro              | LINEAR                 |
| 225534 | 2000 SX25              | 23 de setembre de 2000 | Socorro              | LINEAR                 |
| 225535 | 2000 SN63              | 24 de setembre de 2000 | Socorro              | LINEAR                 |
| 225536 | 2000 SO63              | 24 de setembre de 2000 | Socorro              | LINEAR                 |
| 225537 | 2000 SZ64              | 24 de setembre de 2000 | Socorro              | LINEAR                 |
| 225538 | 2000 SV65              | 24 de setembre de 2000 | Socorro              | LINEAR                 |
| 225539 | 2000 SJ90              | 22 de setembre de 2000 | Socorro              | LINEAR                 |
| 225540 | 2000 SA98              | 23 de setembre de 2000 | Socorro              | LINEAR                 |
| 225541 | 2000 SV105             | 24 de setembre de 2000 | Socorro              | LINEAR                 |
| 225542 | 2000 SW124             | 24 de setembre de 2000 | Socorro              | LINEAR                 |
| 225543 | 2000 SO134             | 23 de setembre de 2000 | Socorro              | LINEAR                 |
| 225544 | 2000 SV142             | 23 de setembre de 2000 | Socorro              | LINEAR                 |
| 225545 | 2000 SO163             | 30 de setembre de 2000 | Ondrejov             | P. Pravec, P. Kusnirak |
| 225546 | 2000 SH173             | 28 de setembre de 2000 | Socorro              | LINEAR                 |
| 225547 | 2000 SN189             | 22 de setembre de 2000 | Kitt Peak            | Spacewatch             |
| 225548 | 2000 SR194             | 24 de setembre de 2000 | Socorro              | LINEAR                 |
| 225549 | 2000 SC199             | 24 de setembre de 2000 | Socorro              | LINEAR                 |
| 225550 | 2000 SC285             | 23 de setembre de 2000 | Socorro              | LINEAR                 |
| 225551 | 2000 SG285             | 23 de setembre de 2000 | Socorro              | LINEAR                 |
| 225552 | 2000 SK286             | 25 de setembre de 2000 | Socorro              | LINEAR                 |
| 225553 | 2000 SQ302             | 28 de setembre de 2000 | Socorro              | LINEAR                 |
| 225554 | 2000 SP304             | 30 de setembre de 2000 | Socorro              | LINEAR                 |
| 225555 | 2000 SJ316             | 30 de setembre de 2000 | Socorro              | LINEAR                 |
| 225556 | 2000 SV317             | 30 de setembre de 2000 | Socorro              | LINEAR                 |
| 225557 | 2000 SD334             | 26 de setembre de 2000 | Haleakala            | NEAT                   |
| 225558 | 2000 SM347             | 25 de setembre de 2000 | Haleakala            | NEAT                   |
| 225559 | 2000 SR364             | 20 de setembre de 2000 | Socorro              | LINEAR                 |
| 225560 | 2000 SF365             | 21 de setembre de 2000 | Anderson Mesa        | LONEOS                 |
| 225561 | 2000 SB372             | 25 de setembre de 2000 | Anderson Mesa        | LONEOS                 |
| 225562 | 2000 TJ                | 2 d'octubre de 2000    | Anza                 | M. Collins, A. Rudd    |
| 225563 | 2000 TL2               | 2 d'octubre de 2000    | Eskridge             | G. Hug                 |
| 225564 | 2000 TY8               | 1 d'octubre de 2000    | Socorro              | LINEAR                 |
| 225565 | 2000 TR12              | 1 d'octubre de 2000    | Socorro              | LINEAR                 |
| 225566 | 2000 TP15              | 1 d'octubre de 2000    | Socorro              | LINEAR                 |
| 225567 | 2000 TD45              | 1 d'octubre de 2000    | Socorro              | LINEAR                 |
| 225568 | 2000 TV51              | 1 d'octubre de 2000    | Socorro              | LINEAR                 |
| 225569 | 2000 TZ59              | 2 d'octubre de 2000    | Anderson Mesa        | LONEOS                 |
| 225570 | 2000 TL63              | 3 d'octubre de 2000    | Socorro              | LINEAR                 |
| 225571 | 2000 UV1               | 23 d'octubre de 2000   | Klet                 | Klet                   |
| 225572 | 2000 UW27              | 25 d'octubre de 2000   | Socorro              | LINEAR                 |
| 225573 | 2000 UV58              | 25 d'octubre de 2000   | Socorro              | LINEAR                 |
| 225574 | 2000 UQ64              | 25 d'octubre de 2000   | Socorro              | LINEAR                 |
| 225575 | 2000 UM68              | 25 d'octubre de 2000   | Socorro              | LINEAR                 |
| 225576 | 2000 UR78              | 24 d'octubre de 2000   | Socorro              | LINEAR                 |
| 225577 | 2000 UM99              | 25 d'octubre de 2000   | Socorro              | LINEAR                 |
| 225578 | 2000 UG101             | 25 d'octubre de 2000   | Socorro              | LINEAR                 |
| 225579 | 2000 UP102             | 25 d'octubre de 2000   | Socorro              | LINEAR                 |
| 225580 | 2000 VH4               | 1 de novembre de 2000  | Socorro              | LINEAR                 |
| 225581 | 2000 VB53              | 3 de novembre de 2000  | Socorro              | LINEAR                 |
| 225582 | 2000 VC58              | 3 de novembre de 2000  | Socorro              | LINEAR                 |
| 225583 | 2000 WS32              | 20 de novembre de 2000 | Socorro              | LINEAR                 |
| 225584 | 2000 WU39              | 20 de novembre de 2000 | Socorro              | LINEAR                 |
| 225585 | 2000 WT47              | 21 de novembre de 2000 | Socorro              | LINEAR                 |
| 225586 | 2000 WS67              | 27 de novembre de 2000 | Socorro              | LINEAR                 |
| 225587 | 2000 WS77              | 20 de novembre de 2000 | Socorro              | LINEAR                 |
| 225588 | 2000 WS81              | 20 de novembre de 2000 | Socorro              | LINEAR                 |
| 225589 | 2000 WM90              | 21 de novembre de 2000 | Socorro              | LINEAR                 |
| 225590 | 2000 WE94              | 21 de novembre de 2000 | Socorro              | LINEAR                 |
| 225591 | 2000 WL103             | 26 de novembre de 2000 | Socorro              | LINEAR                 |
| 225592 | 2000 WR117             | 20 de novembre de 2000 | Socorro              | LINEAR                 |
| 225593 | 2000 WA134             | 19 de novembre de 2000 | Socorro              | LINEAR                 |
| 225594 | 2000 WX136             | 20 de novembre de 2000 | Socorro              | LINEAR                 |
| 225595 | 2000 WT155             | 30 de novembre de 2000 | Socorro              | LINEAR                 |
| 225596 | 2000 XK4               | 1 de desembre de 2000  | Socorro              | LINEAR                 |
| 225597 | 2000 XQ13              | 1 de desembre de 2000  | Socorro              | LINEAR                 |
| 225598 | 2000 XN21              | 4 de desembre de 2000  | Socorro              | LINEAR                 |
| 225599 | 2000 XE31              | 4 de desembre de 2000  | Socorro              | LINEAR                 |
| 225600 | 2000 YJ2               | 19 de desembre de 2000 | Kitt Peak            | Spacewatch             |

## 225601–225700
| Nom    | Designació provisional | Data de descobriment   | Lloc de descobriment | Descobridor/s |
| ------ | ---------------------- | ---------------------- | -------------------- | ------------- |
| 225601 | 2000 YY29              | 29 de desembre de 2000 | Bisei SG Center      | BATTeRS       |
| 225602 | 2000 YS38              | 30 de desembre de 2000 | Socorro              | LINEAR        |
| 225603 | 2000 YT39              | 30 de desembre de 2000 | Socorro              | LINEAR        |
| 225604 | 2000 YO41              | 30 de desembre de 2000 | Socorro              | LINEAR        |
| 225605 | 2000 YK42              | 30 de desembre de 2000 | Socorro              | LINEAR        |
| 225606 | 2000 YM43              | 30 de desembre de 2000 | Socorro              | LINEAR        |
| 225607 | 2000 YS49              | 30 de desembre de 2000 | Socorro              | LINEAR        |
| 225608 | 2000 YB60              | 30 de desembre de 2000 | Socorro              | LINEAR        |
| 225609 | 2000 YN60              | 30 de desembre de 2000 | Socorro              | LINEAR        |
| 225610 | 2000 YJ74              | 30 de desembre de 2000 | Socorro              | LINEAR        |
| 225611 | 2000 YY77              | 30 de desembre de 2000 | Socorro              | LINEAR        |
| 225612 | 2000 YK82              | 30 de desembre de 2000 | Socorro              | LINEAR        |
| 225613 | 2000 YH107             | 30 de desembre de 2000 | Socorro              | LINEAR        |
| 225614 | 2000 YA120             | 19 de desembre de 2000 | Anderson Mesa        | LONEOS        |
| 225615 | 2000 YR124             | 29 de desembre de 2000 | Anderson Mesa        | LONEOS        |
| 225616 | 2000 YB143             | 19 de desembre de 2000 | Socorro              | LINEAR        |
| 225617 | 2001 AQ14              | 2 de gener de 2001     | Socorro              | LINEAR        |
| 225618 | 2001 AO26              | 5 de gener de 2001     | Socorro              | LINEAR        |
| 225619 | 2001 AK32              | 4 de gener de 2001     | Socorro              | LINEAR        |
| 225620 | 2001 AR34              | 4 de gener de 2001     | Socorro              | LINEAR        |
| 225621 | 2001 BD                | 17 de gener de 2001    | Oizumi               | T. Kobayashi  |
| 225622 | 2001 BY3               | 18 de gener de 2001    | Socorro              | LINEAR        |
| 225623 | 2001 BS16              | 18 de gener de 2001    | Socorro              | LINEAR        |
| 225624 | 2001 BJ39              | 19 de gener de 2001    | Kitt Peak            | Spacewatch    |
| 225625 | 2001 BK40              | 21 de gener de 2001    | Socorro              | LINEAR        |
| 225626 | 2001 BQ52              | 17 de gener de 2001    | Kitt Peak            | Spacewatch    |
| 225627 | 2001 BJ57              | 20 de gener de 2001    | Haleakala            | NEAT          |
| 225628 | 2001 CS14              | 1 de febrer de 2001    | Socorro              | LINEAR        |
| 225629 | 2001 DN51              | 16 de febrer de 2001   | Socorro              | LINEAR        |
| 225630 | 2001 DR77              | 21 de febrer de 2001   | Kitt Peak            | Spacewatch    |
| 225631 | 2001 ER15              | 15 de març de 2001     | Oizumi               | T. Kobayashi  |
| 225632 | 2001 EX19              | 15 de març de 2001     | Anderson Mesa        | LONEOS        |
| 225633 | 2001 FF15              | 19 de març de 2001     | Anderson Mesa        | LONEOS        |
| 225634 | 2001 FU49              | 18 de març de 2001     | Socorro              | LINEAR        |
| 225635 | 2001 FY54              | 19 de març de 2001     | Socorro              | LINEAR        |
| 225636 | 2001 FD59              | 19 de març de 2001     | Socorro              | LINEAR        |
| 225637 | 2001 FL60              | 19 de març de 2001     | Socorro              | LINEAR        |
| 225638 | 2001 FF72              | 19 de març de 2001     | Socorro              | LINEAR        |
| 225639 | 2001 FS78              | 19 de març de 2001     | Socorro              | LINEAR        |
| 225640 | 2001 FP84              | 26 de març de 2001     | Kitt Peak            | Spacewatch    |
| 225641 | 2001 FO89              | 27 de març de 2001     | Kitt Peak            | Spacewatch    |
| 225642 | 2001 FY89              | 27 de març de 2001     | Kitt Peak            | Spacewatch    |
| 225643 | 2001 FN96              | 16 de març de 2001     | Socorro              | LINEAR        |
| 225644 | 2001 FZ98              | 16 de març de 2001     | Socorro              | LINEAR        |
| 225645 | 2001 FW107             | 18 de març de 2001     | Anderson Mesa        | LONEOS        |
| 225646 | 2001 FN115             | 19 de març de 2001     | Anderson Mesa        | LONEOS        |
| 225647 | 2001 FU119             | 27 de març de 2001     | Kitt Peak            | Spacewatch    |
| 225648 | 2001 FA123             | 23 de març de 2001     | Anderson Mesa        | LONEOS        |
| 225649 | 2001 FF126             | 29 de març de 2001     | Kitt Peak            | Spacewatch    |
| 225650 | 2001 FA146             | 24 de març de 2001     | Anderson Mesa        | LONEOS        |
| 225651 | 2001 FK147             | 24 de març de 2001     | Anderson Mesa        | LONEOS        |
| 225652 | 2001 FD148             | 24 de març de 2001     | Anderson Mesa        | LONEOS        |
| 225653 | 2001 FC178             | 19 de març de 2001     | Socorro              | LINEAR        |
| 225654 | 2001 FR189             | 18 de març de 2001     | Anderson Mesa        | LONEOS        |
| 225655 | 2001 HR28              | 27 d'abril de 2001     | Socorro              | LINEAR        |
| 225656 | 2001 HW33              | 27 d'abril de 2001     | Socorro              | LINEAR        |
| 225657 | 2001 JX1               | 15 de maig de 2001     | Kitt Peak            | Spacewatch    |
| 225658 | 2001 KX43              | 22 de maig de 2001     | Socorro              | LINEAR        |
| 225659 | 2001 KH47              | 24 de maig de 2001     | Socorro              | LINEAR        |
| 225660 | 2001 KB62              | 18 de maig de 2001     | Socorro              | LINEAR        |
| 225661 | 2001 KH71              | 24 de maig de 2001     | Anderson Mesa        | LONEOS        |
| 225662 | 2001 KG74              | 26 de maig de 2001     | Kitt Peak            | Spacewatch    |
| 225663 | 2001 LH16              | 13 de juny de 2001     | Haleakala            | NEAT          |
| 225664 | 2001 MJ7               | 21 de juny de 2001     | Socorro              | LINEAR        |
| 225665 | 2001 NU8               | 14 de juliol de 2001   | Palomar              | NEAT          |
| 225666 | 2001 NE10              | 14 de juliol de 2001   | Palomar              | NEAT          |
| 225667 | 2001 ND15              | 13 de juliol de 2001   | Palomar              | NEAT          |
| 225668 | 2001 OU2               | 17 de juliol de 2001   | Anderson Mesa        | LONEOS        |
| 225669 | 2001 OE11              | 20 de juliol de 2001   | Palomar              | NEAT          |
| 225670 | 2001 OP11              | 18 de juliol de 2001   | Palomar              | NEAT          |
| 225671 | 2001 OY19              | 21 de juliol de 2001   | Palomar              | NEAT          |
| 225672 | 2001 OE20              | 19 de juliol de 2001   | Anderson Mesa        | LONEOS        |
| 225673 | 2001 OV76              | 25 de juliol de 2001   | Haleakala            | NEAT          |
| 225674 | 2001 OA96              | 29 de juliol de 2001   | Bergisch Gladbac     | W. Bickel     |
| 225675 | 2001 PA                | 1 d'agost de 2001      | Palomar              | NEAT          |
| 225676 | 2001 PZ15              | 9 d'agost de 2001      | Palomar              | NEAT          |
| 225677 | 2001 PY21              | 10 d'agost de 2001     | Haleakala            | NEAT          |
| 225678 | 2001 PC43              | 12 d'agost de 2001     | Haleakala            | NEAT          |
| 225679 | 2001 PG50              | 15 d'agost de 2001     | Haleakala            | NEAT          |
| 225680 | 2001 PO60              | 13 d'agost de 2001     | Haleakala            | NEAT          |
| 225681 | 2001 PL61              | 13 d'agost de 2001     | Haleakala            | NEAT          |
| 225682 | 2001 PA66              | 15 d'agost de 2001     | Haleakala            | NEAT          |
| 225683 | 2001 QQ8               | 16 d'agost de 2001     | Socorro              | LINEAR        |
| 225684 | 2001 QC33              | 17 d'agost de 2001     | Palomar              | NEAT          |
| 225685 | 2001 QW41              | 16 d'agost de 2001     | Socorro              | LINEAR        |
| 225686 | 2001 QE60              | 18 d'agost de 2001     | Socorro              | LINEAR        |
| 225687 | 2001 QG68              | 20 d'agost de 2001     | Terre Haute          | C. Wolfe      |
| 225688 | 2001 QQ88              | 22 d'agost de 2001     | Kitt Peak            | Spacewatch    |
| 225689 | 2001 QR116             | 17 d'agost de 2001     | Socorro              | LINEAR        |
| 225690 | 2001 QS119             | 18 d'agost de 2001     | Socorro              | LINEAR        |
| 225691 | 2001 QU124             | 19 d'agost de 2001     | Socorro              | LINEAR        |
| 225692 | 2001 QJ146             | 25 d'agost de 2001     | Kitt Peak            | Spacewatch    |
| 225693 | 2001 QS146             | 26 d'agost de 2001     | Kitt Peak            | Spacewatch    |
| 225694 | 2001 QP158             | 23 d'agost de 2001     | Anderson Mesa        | LONEOS        |
| 225695 | 2001 QX162             | 23 d'agost de 2001     | Anderson Mesa        | LONEOS        |
| 225696 | 2001 QU169             | 22 d'agost de 2001     | Socorro              | LINEAR        |
| 225697 | 2001 QB170             | 23 d'agost de 2001     | Socorro              | LINEAR        |
| 225698 | 2001 QM185             | 21 d'agost de 2001     | Palomar              | NEAT          |
| 225699 | 2001 QF186             | 21 d'agost de 2001     | Palomar              | NEAT          |
| 225700 | 2001 QH193             | 22 d'agost de 2001     | Socorro              | LINEAR        |

## 225701–225800
| Nom    | Designació provisional | Data de descobriment   | Lloc de descobriment | Descobridor/s |
| ------ | ---------------------- | ---------------------- | -------------------- | ------------- |
| 225701 | 2001 QH203             | 23 d'agost de 2001     | Anderson Mesa        | LONEOS        |
| 225702 | 2001 QH215             | 23 d'agost de 2001     | Anderson Mesa        | LONEOS        |
| 225703 | 2001 QQ222             | 24 d'agost de 2001     | Anderson Mesa        | LONEOS        |
| 225704 | 2001 QY229             | 24 d'agost de 2001     | Anderson Mesa        | LONEOS        |
| 225705 | 2001 QJ231             | 24 d'agost de 2001     | Anderson Mesa        | LONEOS        |
| 225706 | 2001 QE242             | 24 d'agost de 2001     | Socorro              | LINEAR        |
| 225707 | 2001 QN242             | 24 d'agost de 2001     | Socorro              | LINEAR        |
| 225708 | 2001 QH246             | 24 d'agost de 2001     | Socorro              | LINEAR        |
| 225709 | 2001 QA252             | 25 d'agost de 2001     | Socorro              | LINEAR        |
| 225710 | 2001 QX278             | 19 d'agost de 2001     | Socorro              | LINEAR        |
| 225711 | 2001 QT288             | 17 d'agost de 2001     | Pises                | Pises         |
| 225712 | 2001 RN1               | 7 de setembre de 2001  | Socorro              | LINEAR        |
| 225713 | 2001 RE9               | 8 de setembre de 2001  | Socorro              | LINEAR        |
| 225714 | 2001 RP20              | 7 de setembre de 2001  | Socorro              | LINEAR        |
| 225715 | 2001 RW21              | 7 de setembre de 2001  | Socorro              | LINEAR        |
| 225716 | 2001 RH23              | 7 de setembre de 2001  | Socorro              | LINEAR        |
| 225717 | 2001 RX32              | 8 de setembre de 2001  | Socorro              | LINEAR        |
| 225718 | 2001 RL56              | 12 de setembre de 2001 | Socorro              | LINEAR        |
| 225719 | 2001 RS58              | 12 de setembre de 2001 | Socorro              | LINEAR        |
| 225720 | 2001 RJ59              | 12 de setembre de 2001 | Socorro              | LINEAR        |
| 225721 | 2001 RJ85              | 11 de setembre de 2001 | Anderson Mesa        | LONEOS        |
| 225722 | 2001 RR86              | 11 de setembre de 2001 | Anderson Mesa        | LONEOS        |
| 225723 | 2001 RS92              | 11 de setembre de 2001 | Anderson Mesa        | LONEOS        |
| 225724 | 2001 RD97              | 12 de setembre de 2001 | Kitt Peak            | Spacewatch    |
| 225725 | 2001 RY99              | 12 de setembre de 2001 | Socorro              | LINEAR        |
| 225726 | 2001 RE100             | 12 de setembre de 2001 | Socorro              | LINEAR        |
| 225727 | 2001 RU106             | 12 de setembre de 2001 | Socorro              | LINEAR        |
| 225728 | 2001 RE107             | 12 de setembre de 2001 | Socorro              | LINEAR        |
| 225729 | 2001 RA109             | 12 de setembre de 2001 | Socorro              | LINEAR        |
| 225730 | 2001 RR110             | 12 de setembre de 2001 | Socorro              | LINEAR        |
| 225731 | 2001 RD113             | 12 de setembre de 2001 | Socorro              | LINEAR        |
| 225732 | 2001 RM130             | 12 de setembre de 2001 | Socorro              | LINEAR        |
| 225733 | 2001 RA131             | 12 de setembre de 2001 | Socorro              | LINEAR        |
| 225734 | 2001 RQ141             | 12 de setembre de 2001 | Socorro              | LINEAR        |
| 225735 | 2001 RA150             | 11 de setembre de 2001 | Anderson Mesa        | LONEOS        |
| 225736 | 2001 RB150             | 11 de setembre de 2001 | Anderson Mesa        | LONEOS        |
| 225737 | 2001 RS154             | 11 de setembre de 2001 | Anderson Mesa        | LONEOS        |
| 225738 | 2001 SL5               | 16 de setembre de 2001 | Socorro              | LINEAR        |
| 225739 | 2001 SO5               | 16 de setembre de 2001 | Socorro              | LINEAR        |
| 225740 | 2001 SK15              | 16 de setembre de 2001 | Socorro              | LINEAR        |
| 225741 | 2001 SP15              | 16 de setembre de 2001 | Socorro              | LINEAR        |
| 225742 | 2001 SO29              | 16 de setembre de 2001 | Socorro              | LINEAR        |
| 225743 | 2001 SM36              | 16 de setembre de 2001 | Socorro              | LINEAR        |
| 225744 | 2001 SF37              | 16 de setembre de 2001 | Socorro              | LINEAR        |
| 225745 | 2001 SY41              | 16 de setembre de 2001 | Socorro              | LINEAR        |
| 225746 | 2001 SC42              | 16 de setembre de 2001 | Socorro              | LINEAR        |
| 225747 | 2001 SF75              | 19 de setembre de 2001 | Anderson Mesa        | LONEOS        |
| 225748 | 2001 SG82              | 20 de setembre de 2001 | Socorro              | LINEAR        |
| 225749 | 2001 SQ100             | 20 de setembre de 2001 | Socorro              | LINEAR        |
| 225750 | 2001 SF130             | 16 de setembre de 2001 | Socorro              | LINEAR        |
| 225751 | 2001 SB148             | 17 de setembre de 2001 | Socorro              | LINEAR        |
| 225752 | 2001 ST152             | 17 de setembre de 2001 | Socorro              | LINEAR        |
| 225753 | 2001 SF156             | 17 de setembre de 2001 | Socorro              | LINEAR        |
| 225754 | 2001 SL159             | 17 de setembre de 2001 | Socorro              | LINEAR        |
| 225755 | 2001 SJ160             | 17 de setembre de 2001 | Socorro              | LINEAR        |
| 225756 | 2001 SW161             | 17 de setembre de 2001 | Socorro              | LINEAR        |
| 225757 | 2001 SV165             | 19 de setembre de 2001 | Socorro              | LINEAR        |
| 225758 | 2001 SE167             | 19 de setembre de 2001 | Socorro              | LINEAR        |
| 225759 | 2001 SB174             | 16 de setembre de 2001 | Socorro              | LINEAR        |
| 225760 | 2001 SK195             | 19 de setembre de 2001 | Socorro              | LINEAR        |
| 225761 | 2001 SH207             | 19 de setembre de 2001 | Socorro              | LINEAR        |
| 225762 | 2001 SJ229             | 19 de setembre de 2001 | Socorro              | LINEAR        |
| 225763 | 2001 SH231             | 19 de setembre de 2001 | Socorro              | LINEAR        |
| 225764 | 2001 SG235             | 19 de setembre de 2001 | Socorro              | LINEAR        |
| 225765 | 2001 SD255             | 19 de setembre de 2001 | Socorro              | LINEAR        |
| 225766 | 2001 ST259             | 20 de setembre de 2001 | Socorro              | LINEAR        |
| 225767 | 2001 SL283             | 20 de setembre de 2001 | Kitt Peak            | Spacewatch    |
| 225768 | 2001 SQ289             | 25 de setembre de 2001 | Goodricke-Pigott     | R. A. Tucker  |
| 225769 | 2001 SA299             | 20 de setembre de 2001 | Socorro              | LINEAR        |
| 225770 | 2001 SZ349             | 19 de setembre de 2001 | Socorro              | LINEAR        |
| 225771 | 2001 SR354             | 18 de setembre de 2001 | Anderson Mesa        | LONEOS        |
| 225772 | 2001 TL6               | 10 d'octubre de 2001   | Palomar              | NEAT          |
| 225773 | 2001 TQ16              | 11 d'octubre de 2001   | Socorro              | LINEAR        |
| 225774 | 2001 TB21              | 9 d'octubre de 2001    | Socorro              | LINEAR        |
| 225775 | 2001 TY48              | 15 d'octubre de 2001   | Socorro              | LINEAR        |
| 225776 | 2001 TG82              | 14 d'octubre de 2001   | Socorro              | LINEAR        |
| 225777 | 2001 TH148             | 10 d'octubre de 2001   | Palomar              | NEAT          |
| 225778 | 2001 TB151             | 10 d'octubre de 2001   | Palomar              | NEAT          |
| 225779 | 2001 TW151             | 10 d'octubre de 2001   | Palomar              | NEAT          |
| 225780 | 2001 TL154             | 15 d'octubre de 2001   | Palomar              | NEAT          |
| 225781 | 2001 TT155             | 14 d'octubre de 2001   | Kitt Peak            | Spacewatch    |
| 225782 | 2001 TW162             | 11 d'octubre de 2001   | Palomar              | NEAT          |
| 225783 | 2001 TP180             | 14 d'octubre de 2001   | Socorro              | LINEAR        |
| 225784 | 2001 TW183             | 14 d'octubre de 2001   | Socorro              | LINEAR        |
| 225785 | 2001 TP200             | 11 d'octubre de 2001   | Socorro              | LINEAR        |
| 225786 | 2001 UP8               | 17 d'octubre de 2001   | Socorro              | LINEAR        |
| 225787 | 2001 UV43              | 17 d'octubre de 2001   | Socorro              | LINEAR        |
| 225788 | 2001 UF44              | 17 d'octubre de 2001   | Socorro              | LINEAR        |
| 225789 | 2001 UJ107             | 20 d'octubre de 2001   | Socorro              | LINEAR        |
| 225790 | 2001 UY111             | 21 d'octubre de 2001   | Socorro              | LINEAR        |
| 225791 | 2001 UV138             | 23 d'octubre de 2001   | Socorro              | LINEAR        |
| 225792 | 2001 UQ187             | 17 d'octubre de 2001   | Palomar              | NEAT          |
| 225793 | 2001 UQ222             | 21 d'octubre de 2001   | Kitt Peak            | Spacewatch    |
| 225794 | 2001 VO8               | 9 de novembre de 2001  | Socorro              | LINEAR        |
| 225795 | 2001 VZ26              | 9 de novembre de 2001  | Socorro              | LINEAR        |
| 225796 | 2001 VY30              | 9 de novembre de 2001  | Socorro              | LINEAR        |
| 225797 | 2001 VM33              | 9 de novembre de 2001  | Socorro              | LINEAR        |
| 225798 | 2001 VS33              | 9 de novembre de 2001  | Socorro              | LINEAR        |
| 225799 | 2001 VN41              | 9 de novembre de 2001  | Socorro              | LINEAR        |
| 225800 | 2001 VR41              | 9 de novembre de 2001  | Socorro              | LINEAR        |

## 225801–225900
| Nom    | Designació provisional | Data de descobriment   | Lloc de descobriment | Descobridor/s  |
| ------ | ---------------------- | ---------------------- | -------------------- | -------------- |
| 225801 | 2001 VN50              | 10 de novembre de 2001 | Socorro              | LINEAR         |
| 225802 | 2001 VC71              | 11 de novembre de 2001 | Socorro              | LINEAR         |
| 225803 | 2001 VS77              | 11 de novembre de 2001 | Kitt Peak            | Spacewatch     |
| 225804 | 2001 VK78              | 10 de novembre de 2001 | Socorro              | LINEAR         |
| 225805 | 2001 VN78              | 15 de novembre de 2001 | Socorro              | LINEAR         |
| 225806 | 2001 VC82              | 9 de novembre de 2001  | Bergisch Gladbac     | W. Bickel      |
| 225807 | 2001 VS87              | 11 de novembre de 2001 | Socorro              | LINEAR         |
| 225808 | 2001 VQ98              | 15 de novembre de 2001 | Socorro              | LINEAR         |
| 225809 | 2001 VX104             | 12 de novembre de 2001 | Socorro              | LINEAR         |
| 225810 | 2001 VG106             | 12 de novembre de 2001 | Socorro              | LINEAR         |
| 225811 | 2001 VF113             | 12 de novembre de 2001 | Socorro              | LINEAR         |
| 225812 | 2001 VF115             | 12 de novembre de 2001 | Socorro              | LINEAR         |
| 225813 | 2001 VS120             | 12 de novembre de 2001 | Socorro              | LINEAR         |
| 225814 | 2001 WD1               | 17 de novembre de 2001 | Socorro              | LINEAR         |
| 225815 | 2001 WP8               | 17 de novembre de 2001 | Socorro              | LINEAR         |
| 225816 | 2001 WZ9               | 17 de novembre de 2001 | Socorro              | LINEAR         |
| 225817 | 2001 WJ32              | 17 de novembre de 2001 | Socorro              | LINEAR         |
| 225818 | 2001 WV56              | 19 de novembre de 2001 | Socorro              | LINEAR         |
| 225819 | 2001 WW81              | 20 de novembre de 2001 | Socorro              | LINEAR         |
| 225820 | 2001 WZ87              | 19 de novembre de 2001 | Socorro              | LINEAR         |
| 225821 | 2001 WO103             | 18 de novembre de 2001 | Socorro              | LINEAR         |
| 225822 | 2001 XL                | 4 de desembre de 2001  | Socorro              | LINEAR         |
| 225823 | 2001 XR4               | 9 de desembre de 2001  | Socorro              | LINEAR         |
| 225824 | 2001 XT6               | 9 de desembre de 2001  | Socorro              | LINEAR         |
| 225825 | 2001 XQ26              | 10 de desembre de 2001 | Socorro              | LINEAR         |
| 225826 | 2001 XV26              | 10 de desembre de 2001 | Socorro              | LINEAR         |
| 225827 | 2001 XB38              | 9 de desembre de 2001  | Socorro              | LINEAR         |
| 225828 | 2001 XE44              | 9 de desembre de 2001  | Socorro              | LINEAR         |
| 225829 | 2001 XA46              | 9 de desembre de 2001  | Socorro              | LINEAR         |
| 225830 | 2001 XA57              | 10 de desembre de 2001 | Socorro              | LINEAR         |
| 225831 | 2001 XN64              | 10 de desembre de 2001 | Socorro              | LINEAR         |
| 225832 | 2001 XF66              | 10 de desembre de 2001 | Socorro              | LINEAR         |
| 225833 | 2001 XR68              | 11 de desembre de 2001 | Socorro              | LINEAR         |
| 225834 | 2001 XE79              | 11 de desembre de 2001 | Socorro              | LINEAR         |
| 225835 | 2001 XT80              | 11 de desembre de 2001 | Socorro              | LINEAR         |
| 225836 | 2001 XE87              | 13 de desembre de 2001 | Socorro              | LINEAR         |
| 225837 | 2001 XZ91              | 10 de desembre de 2001 | Socorro              | LINEAR         |
| 225838 | 2001 XM94              | 10 de desembre de 2001 | Socorro              | LINEAR         |
| 225839 | 2001 XQ97              | 10 de desembre de 2001 | Socorro              | LINEAR         |
| 225840 | 2001 XC103             | 14 de desembre de 2001 | Socorro              | LINEAR         |
| 225841 | 2001 XB109             | 10 de desembre de 2001 | Socorro              | LINEAR         |
| 225842 | 2001 XQ117             | 13 de desembre de 2001 | Socorro              | LINEAR         |
| 225843 | 2001 XS123             | 14 de desembre de 2001 | Socorro              | LINEAR         |
| 225844 | 2001 XP131             | 14 de desembre de 2001 | Socorro              | LINEAR         |
| 225845 | 2001 XW133             | 14 de desembre de 2001 | Socorro              | LINEAR         |
| 225846 | 2001 XS135             | 14 de desembre de 2001 | Socorro              | LINEAR         |
| 225847 | 2001 XE136             | 14 de desembre de 2001 | Socorro              | LINEAR         |
| 225848 | 2001 XO146             | 14 de desembre de 2001 | Socorro              | LINEAR         |
| 225849 | 2001 XS159             | 14 de desembre de 2001 | Socorro              | LINEAR         |
| 225850 | 2001 XX159             | 14 de desembre de 2001 | Socorro              | LINEAR         |
| 225851 | 2001 XR161             | 14 de desembre de 2001 | Socorro              | LINEAR         |
| 225852 | 2001 XK166             | 14 de desembre de 2001 | Socorro              | LINEAR         |
| 225853 | 2001 XX171             | 14 de desembre de 2001 | Socorro              | LINEAR         |
| 225854 | 2001 XB172             | 14 de desembre de 2001 | Socorro              | LINEAR         |
| 225855 | 2001 XZ172             | 14 de desembre de 2001 | Socorro              | LINEAR         |
| 225856 | 2001 XN175             | 14 de desembre de 2001 | Socorro              | LINEAR         |
| 225857 | 2001 XA177             | 14 de desembre de 2001 | Socorro              | LINEAR         |
| 225858 | 2001 XK177             | 14 de desembre de 2001 | Socorro              | LINEAR         |
| 225859 | 2001 XC182             | 14 de desembre de 2001 | Socorro              | LINEAR         |
| 225860 | 2001 XT188             | 14 de desembre de 2001 | Socorro              | LINEAR         |
| 225861 | 2001 XS191             | 14 de desembre de 2001 | Socorro              | LINEAR         |
| 225862 | 2001 XR201             | 11 de desembre de 2001 | Kitt Peak            | Spacewatch     |
| 225863 | 2001 XF205             | 11 de desembre de 2001 | Socorro              | LINEAR         |
| 225864 | 2001 XX205             | 11 de desembre de 2001 | Socorro              | LINEAR         |
| 225865 | 2001 XS215             | 14 de desembre de 2001 | Socorro              | LINEAR         |
| 225866 | 2001 XM223             | 15 de desembre de 2001 | Socorro              | LINEAR         |
| 225867 | 2001 XM226             | 15 de desembre de 2001 | Socorro              | LINEAR         |
| 225868 | 2001 XE229             | 15 de desembre de 2001 | Socorro              | LINEAR         |
| 225869 | 2001 XA234             | 15 de desembre de 2001 | Socorro              | LINEAR         |
| 225870 | 2001 XU239             | 15 de desembre de 2001 | Socorro              | LINEAR         |
| 225871 | 2001 XC246             | 15 de desembre de 2001 | Socorro              | LINEAR         |
| 225872 | 2001 XG260             | 10 de desembre de 2001 | Kitt Peak            | Spacewatch     |
| 225873 | 2001 YL4               | 22 de desembre de 2001 | Pla D'Arguines       | Pla D'Arguines |
| 225874 | 2001 YS4               | 23 de desembre de 2001 | Kingsnake            | J. V. McClusky |
| 225875 | 2001 YS25              | 18 de desembre de 2001 | Socorro              | LINEAR         |
| 225876 | 2001 YM27              | 18 de desembre de 2001 | Socorro              | LINEAR         |
| 225877 | 2001 YG52              | 18 de desembre de 2001 | Socorro              | LINEAR         |
| 225878 | 2001 YB62              | 18 de desembre de 2001 | Socorro              | LINEAR         |
| 225879 | 2001 YS65              | 18 de desembre de 2001 | Socorro              | LINEAR         |
| 225880 | 2001 YM67              | 18 de desembre de 2001 | Socorro              | LINEAR         |
| 225881 | 2001 YW68              | 18 de desembre de 2001 | Socorro              | LINEAR         |
| 225882 | 2001 YS70              | 18 de desembre de 2001 | Socorro              | LINEAR         |
| 225883 | 2001 YH71              | 18 de desembre de 2001 | Socorro              | LINEAR         |
| 225884 | 2001 YN81              | 18 de desembre de 2001 | Socorro              | LINEAR         |
| 225885 | 2001 YY88              | 18 de desembre de 2001 | Socorro              | LINEAR         |
| 225886 | 2001 YQ89              | 18 de desembre de 2001 | Socorro              | LINEAR         |
| 225887 | 2001 YP108             | 18 de desembre de 2001 | Socorro              | LINEAR         |
| 225888 | 2001 YD111             | 18 de desembre de 2001 | Anderson Mesa        | LONEOS         |
| 225889 | 2001 YK115             | 17 de desembre de 2001 | Socorro              | LINEAR         |
| 225890 | 2001 YY115             | 17 de desembre de 2001 | Socorro              | LINEAR         |
| 225891 | 2001 YC116             | 17 de desembre de 2001 | Socorro              | LINEAR         |
| 225892 | 2001 YM123             | 17 de desembre de 2001 | Socorro              | LINEAR         |
| 225893 | 2001 YE127             | 17 de desembre de 2001 | Socorro              | LINEAR         |
| 225894 | 2001 YV145             | 18 de desembre de 2001 | Socorro              | LINEAR         |
| 225895 | 2001 YJ153             | 19 de desembre de 2001 | Anderson Mesa        | LONEOS         |
| 225896 | 2001 YG154             | 19 de desembre de 2001 | Palomar              | NEAT           |
| 225897 | 2001 YH155             | 20 de desembre de 2001 | Palomar              | NEAT           |
| 225898 | 2002 AA1               | 6 de gener de 2002     | Goodricke-Pigott     | R. A. Tucker   |
| 225899 | 2002 AS2               | 6 de gener de 2002     | Socorro              | LINEAR         |
| 225900 | 2002 AF3               | 7 de gener de 2002     | Socorro              | LINEAR         |

## 225901–226000
| Nom    | Designació provisional | Data de descobriment | Lloc de descobriment | Descobridor/s  |
| ------ | ---------------------- | -------------------- | -------------------- | -------------- |
| 225901 | 2002 AR16              | 4 de gener de 2002   | Haleakala            | NEAT           |
| 225902 | 2002 AF22              | 9 de gener de 2002   | Socorro              | LINEAR         |
| 225903 | 2002 AH24              | 8 de gener de 2002   | Palomar              | NEAT           |
| 225904 | 2002 AN25              | 8 de gener de 2002   | Palomar              | NEAT           |
| 225905 | 2002 AW29              | 8 de gener de 2002   | Socorro              | LINEAR         |
| 225906 | 2002 AO36              | 9 de gener de 2002   | Socorro              | LINEAR         |
| 225907 | 2002 AX39              | 9 de gener de 2002   | Socorro              | LINEAR         |
| 225908 | 2002 AC47              | 9 de gener de 2002   | Socorro              | LINEAR         |
| 225909 | 2002 AM51              | 9 de gener de 2002   | Socorro              | LINEAR         |
| 225910 | 2002 AS55              | 9 de gener de 2002   | Socorro              | LINEAR         |
| 225911 | 2002 AA56              | 9 de gener de 2002   | Socorro              | LINEAR         |
| 225912 | 2002 AW63              | 11 de gener de 2002  | Socorro              | LINEAR         |
| 225913 | 2002 AM73              | 8 de gener de 2002   | Socorro              | LINEAR         |
| 225914 | 2002 AR80              | 8 de gener de 2002   | Socorro              | LINEAR         |
| 225915 | 2002 AA85              | 9 de gener de 2002   | Socorro              | LINEAR         |
| 225916 | 2002 AX86              | 9 de gener de 2002   | Socorro              | LINEAR         |
| 225917 | 2002 AR88              | 9 de gener de 2002   | Socorro              | LINEAR         |
| 225918 | 2002 AZ96              | 8 de gener de 2002   | Socorro              | LINEAR         |
| 225919 | 2002 AL102             | 8 de gener de 2002   | Socorro              | LINEAR         |
| 225920 | 2002 AE105             | 9 de gener de 2002   | Socorro              | LINEAR         |
| 225921 | 2002 AE106             | 9 de gener de 2002   | Socorro              | LINEAR         |
| 225922 | 2002 AH107             | 9 de gener de 2002   | Socorro              | LINEAR         |
| 225923 | 2002 AK109             | 9 de gener de 2002   | Socorro              | LINEAR         |
| 225924 | 2002 AE116             | 9 de gener de 2002   | Socorro              | LINEAR         |
| 225925 | 2002 AG131             | 12 de gener de 2002  | Palomar              | NEAT           |
| 225926 | 2002 AL137             | 9 de gener de 2002   | Socorro              | LINEAR         |
| 225927 | 2002 AU138             | 9 de gener de 2002   | Socorro              | LINEAR         |
| 225928 | 2002 AM140             | 13 de gener de 2002  | Socorro              | LINEAR         |
| 225929 | 2002 AQ144             | 13 de gener de 2002  | Socorro              | LINEAR         |
| 225930 | 2002 AL161             | 13 de gener de 2002  | Socorro              | LINEAR         |
| 225931 | 2002 AS170             | 14 de gener de 2002  | Socorro              | LINEAR         |
| 225932 | 2002 AT170             | 14 de gener de 2002  | Socorro              | LINEAR         |
| 225933 | 2002 AJ171             | 14 de gener de 2002  | Socorro              | LINEAR         |
| 225934 | 2002 AT175             | 14 de gener de 2002  | Socorro              | LINEAR         |
| 225935 | 2002 AV175             | 14 de gener de 2002  | Socorro              | LINEAR         |
| 225936 | 2002 AT176             | 14 de gener de 2002  | Socorro              | LINEAR         |
| 225937 | 2002 AA180             | 6 de gener de 2002   | Socorro              | LINEAR         |
| 225938 | 2002 AV184             | 8 de gener de 2002   | Palomar              | NEAT           |
| 225939 | 2002 AH185             | 8 de gener de 2002   | Socorro              | LINEAR         |
| 225940 | 2002 AE187             | 8 de gener de 2002   | Socorro              | LINEAR         |
| 225941 | 2002 AQ198             | 11 de gener de 2002  | Anderson Mesa        | LONEOS         |
| 225942 | 2002 AK202             | 13 de gener de 2002  | Socorro              | LINEAR         |
| 225943 | 2002 AM203             | 8 de gener de 2002   | Kitt Peak            | Spacewatch     |
| 225944 | 2002 BX3               | 18 de gener de 2002  | Anderson Mesa        | LONEOS         |
| 225945 | 2002 BE21              | 25 de gener de 2002  | Socorro              | LINEAR         |
| 225946 | 2002 BT23              | 23 de gener de 2002  | Socorro              | LINEAR         |
| 225947 | 2002 BN27              | 20 de gener de 2002  | Anderson Mesa        | LONEOS         |
| 225948 | 2002 BJ29              | 20 de gener de 2002  | Anderson Mesa        | LONEOS         |
| 225949 | 2002 BT29              | 21 de gener de 2002  | Anderson Mesa        | LONEOS         |
| 225950 | 2002 CC2               | 3 de febrer de 2002  | Palomar              | NEAT           |
| 225951 | 2002 CF5               | 4 de febrer de 2002  | Palomar              | NEAT           |
| 225952 | 2002 CO5               | 4 de febrer de 2002  | Haleakala            | NEAT           |
| 225953 | 2002 CK24              | 6 de febrer de 2002  | Haleakala            | NEAT           |
| 225954 | 2002 CD27              | 6 de febrer de 2002  | Socorro              | LINEAR         |
| 225955 | 2002 CK27              | 6 de febrer de 2002  | Socorro              | LINEAR         |
| 225956 | 2002 CG31              | 6 de febrer de 2002  | Socorro              | LINEAR         |
| 225957 | 2002 CT33              | 6 de febrer de 2002  | Socorro              | LINEAR         |
| 225958 | 2002 CL60              | 6 de febrer de 2002  | Socorro              | LINEAR         |
| 225959 | 2002 CM62              | 6 de febrer de 2002  | Socorro              | LINEAR         |
| 225960 | 2002 CY64              | 6 de febrer de 2002  | Socorro              | LINEAR         |
| 225961 | 2002 CC71              | 7 de febrer de 2002  | Socorro              | LINEAR         |
| 225962 | 2002 CN87              | 7 de febrer de 2002  | Socorro              | LINEAR         |
| 225963 | 2002 CQ89              | 7 de febrer de 2002  | Socorro              | LINEAR         |
| 225964 | 2002 CG96              | 7 de febrer de 2002  | Socorro              | LINEAR         |
| 225965 | 2002 CM100             | 7 de febrer de 2002  | Socorro              | LINEAR         |
| 225966 | 2002 CK104             | 7 de febrer de 2002  | Socorro              | LINEAR         |
| 225967 | 2002 CS113             | 8 de febrer de 2002  | Socorro              | LINEAR         |
| 225968 | 2002 CF116             | 12 de febrer de 2002 | Desert Eagle         | W. K. Y. Yeung |
| 225969 | 2002 CJ116             | 11 de febrer de 2002 | Bohyunsan            | Bohyunsan      |
| 225970 | 2002 CD121             | 7 de febrer de 2002  | Socorro              | LINEAR         |
| 225971 | 2002 CL135             | 8 de febrer de 2002  | Socorro              | LINEAR         |
| 225972 | 2002 CB141             | 8 de febrer de 2002  | Socorro              | LINEAR         |
| 225973 | 2002 CR142             | 9 de febrer de 2002  | Socorro              | LINEAR         |
| 225974 | 2002 CG160             | 8 de febrer de 2002  | Socorro              | LINEAR         |
| 225975 | 2002 CW160             | 8 de febrer de 2002  | Socorro              | LINEAR         |
| 225976 | 2002 CU164             | 8 de febrer de 2002  | Socorro              | LINEAR         |
| 225977 | 2002 CP180             | 10 de febrer de 2002 | Socorro              | LINEAR         |
| 225978 | 2002 CF186             | 10 de febrer de 2002 | Socorro              | LINEAR         |
| 225979 | 2002 CP189             | 10 de febrer de 2002 | Socorro              | LINEAR         |
| 225980 | 2002 CL196             | 10 de febrer de 2002 | Socorro              | LINEAR         |
| 225981 | 2002 CQ215             | 10 de febrer de 2002 | Socorro              | LINEAR         |
| 225982 | 2002 CR222             | 11 de febrer de 2002 | Socorro              | LINEAR         |
| 225983 | 2002 CH225             | 15 de febrer de 2002 | Bergisch Gladbac     | W. Bickel      |
| 225984 | 2002 CJ228             | 6 de febrer de 2002  | Palomar              | NEAT           |
| 225985 | 2002 CP235             | 8 de febrer de 2002  | Socorro              | LINEAR         |
| 225986 | 2002 CY237             | 11 de febrer de 2002 | Socorro              | LINEAR         |
| 225987 | 2002 CT251             | 3 de febrer de 2002  | Anderson Mesa        | LONEOS         |
| 225988 | 2002 CC254             | 5 de febrer de 2002  | Palomar              | NEAT           |
| 225989 | 2002 CE259             | 6 de febrer de 2002  | Anderson Mesa        | LONEOS         |
| 225990 | 2002 CM259             | 6 de febrer de 2002  | Palomar              | NEAT           |
| 225991 | 2002 CK261             | 7 de febrer de 2002  | Kitt Peak            | M. W. Buie     |
| 225992 | 2002 CL289             | 10 de febrer de 2002 | Socorro              | LINEAR         |
| 225993 | 2002 CF309             | 10 de febrer de 2002 | Socorro              | LINEAR         |
| 225994 | 2002 CF310             | 6 de febrer de 2002  | Palomar              | NEAT           |
| 225995 | 2002 DS                | 17 de febrer de 2002 | Needville            | Needville      |
| 225996 | 2002 DO6               | 20 de febrer de 2002 | Kitt Peak            | Spacewatch     |
| 225997 | 2002 DO7               | 19 de febrer de 2002 | Socorro              | LINEAR         |
| 225998 | 2002 DA8               | 19 de febrer de 2002 | Socorro              | LINEAR         |
| 225999 | 2002 DU8               | 19 de febrer de 2002 | Socorro              | LINEAR         |
| 226000 | 2002 DK11              | 20 de febrer de 2002 | Socorro              | LINEAR         |